# Lotus Exige
El Lotus Exige es un automóvil deportivo de dos puertas biplaza, producido por el fabricante inglés Lotus Cars desde el año 2000. Es esencialmente una versión coupé del Lotus Elise, que es un roadster. Comparado con el Elise, este tiene vías más anchas, splitter (separador) delantero, un gran spoiler trasero y un techo de fibra de vidrio.

## Serie 1

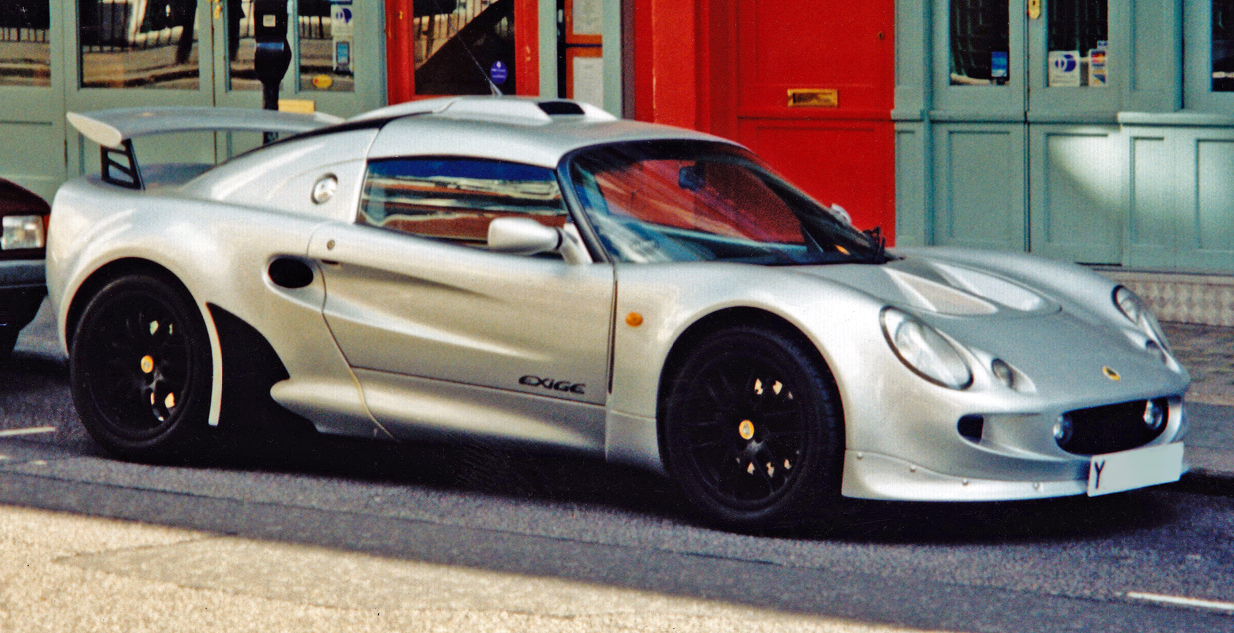
Serie 1 en Londres

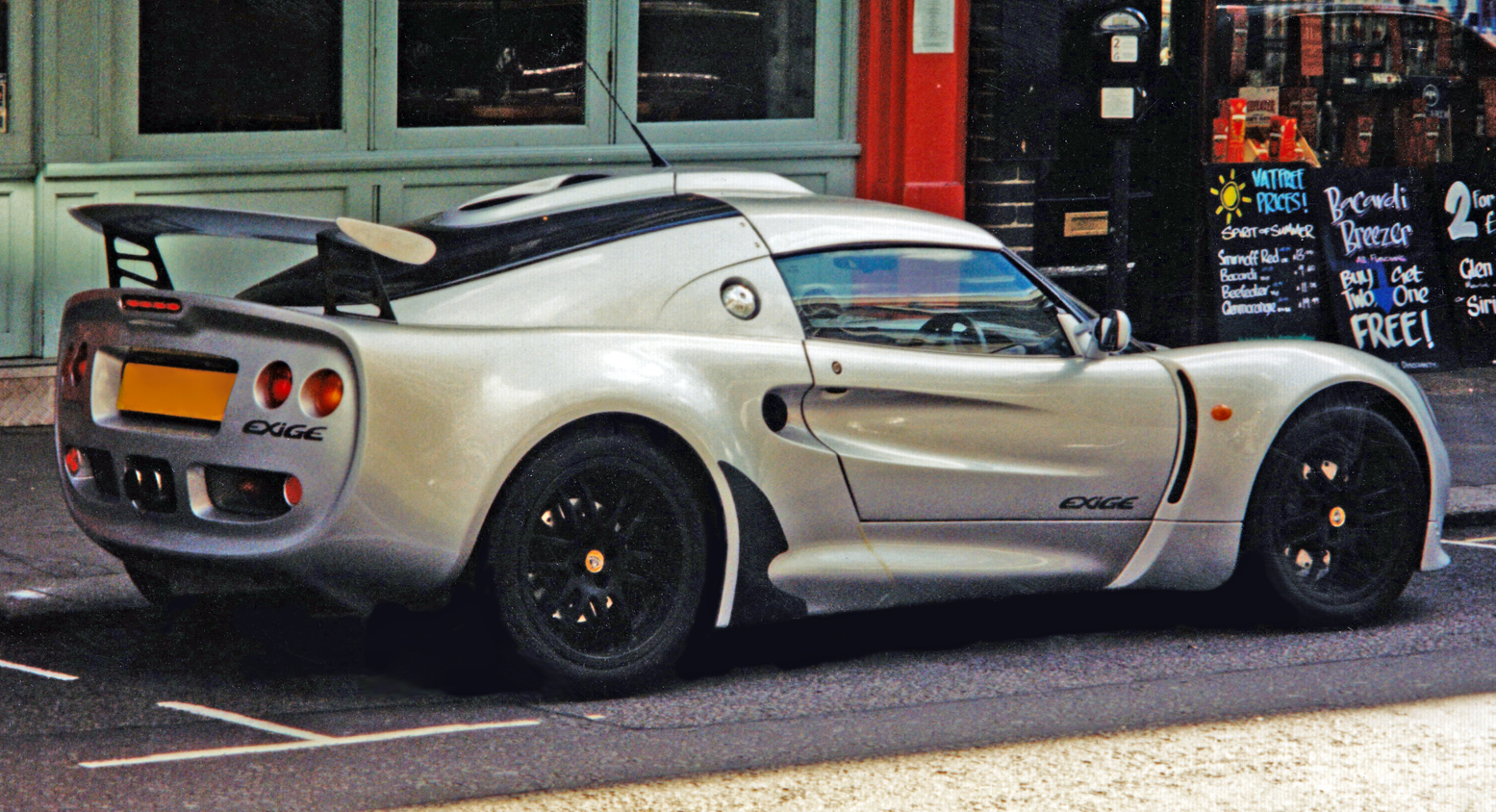
Vista lateral-trasera

El Exige original montaba un motor de gasolina de cuatro cilindros en línea K Series naturalmente aspirado de 1795 cm³ (1,8 L; 109,5 plg³) fabricado por Rover, cuya potencia máxima era de 177 HP (179 CV; 132 kW) a las 7800 rpm y 126 lb·pie (171 N·m) a las 5000 rpm en la versión estándar; mientras que la potencia se subió a 190 CV (187 HP; 140 kW) en la versión para pista ("track spec") de alto desempeño derivado VHPD (Very High Performance Derivative).
Tenía una transmisión manual de cinco marchas con una velocidad máxima de 219 km/h (136 mph) y una aceleración de 0 a 100 km/h (0 a 62 mph) en 4.9 segundos, o de 0 a 60 mph (0 a 97 km/h) en 4.7 segundos.
Era excepcionalmente ligero y ágil. Estaba construido en números muy limitados y, aunque no era un vehículo de muy altas prestaciones ni de lujo, rápidamente se convirtió después en un coche muy buscado por los entusiastas.
La primera generación usaba faros redondeados y menos agresivos que el Elise, aunque este último fue actualizado justo antes de la introducción del Exige. Fue producida desde 2000 hasta 2002 con 604 unidades en total y fue reemplazado hasta la Serie 2 de 2004.
Cuando se hizo un habitáculo más cerrado para el Exige, se usaron las nuevas formas para crear un nuevo conducto de aire para el motor en la parte superior del coche, pero la parte delantera permaneció similar al Elise, ya que presentaba una nariz más afilada con dos ventilaciones de extracción en los paneles superiores. Sus faros delanteros redondeados fueron empujados hacia afuera sobre las salpicaderas, mientras que las direccionales estaban en la parte interior. Su nuevo perfil trajo nuevas ventajas aerodinámicas y un mejor uso para un alerón trasero. Las curvas estilizadas en general, dieron una mejor factor de resistencia de arrastre y lo dirigieron a una mayor velocidad máxima que el Elise.
El interior era muy similar al del Elise, pero el aire acondicionado fue instalado como opción estándar. Por otra parte, los elevalunas usaban un sistema tradicional con manijas, pero el fabricante consideró que debería ofrecer más características de confort y agregó Alcantara en las puertas y los vierteaguas de las ventanas.

## Serie 2

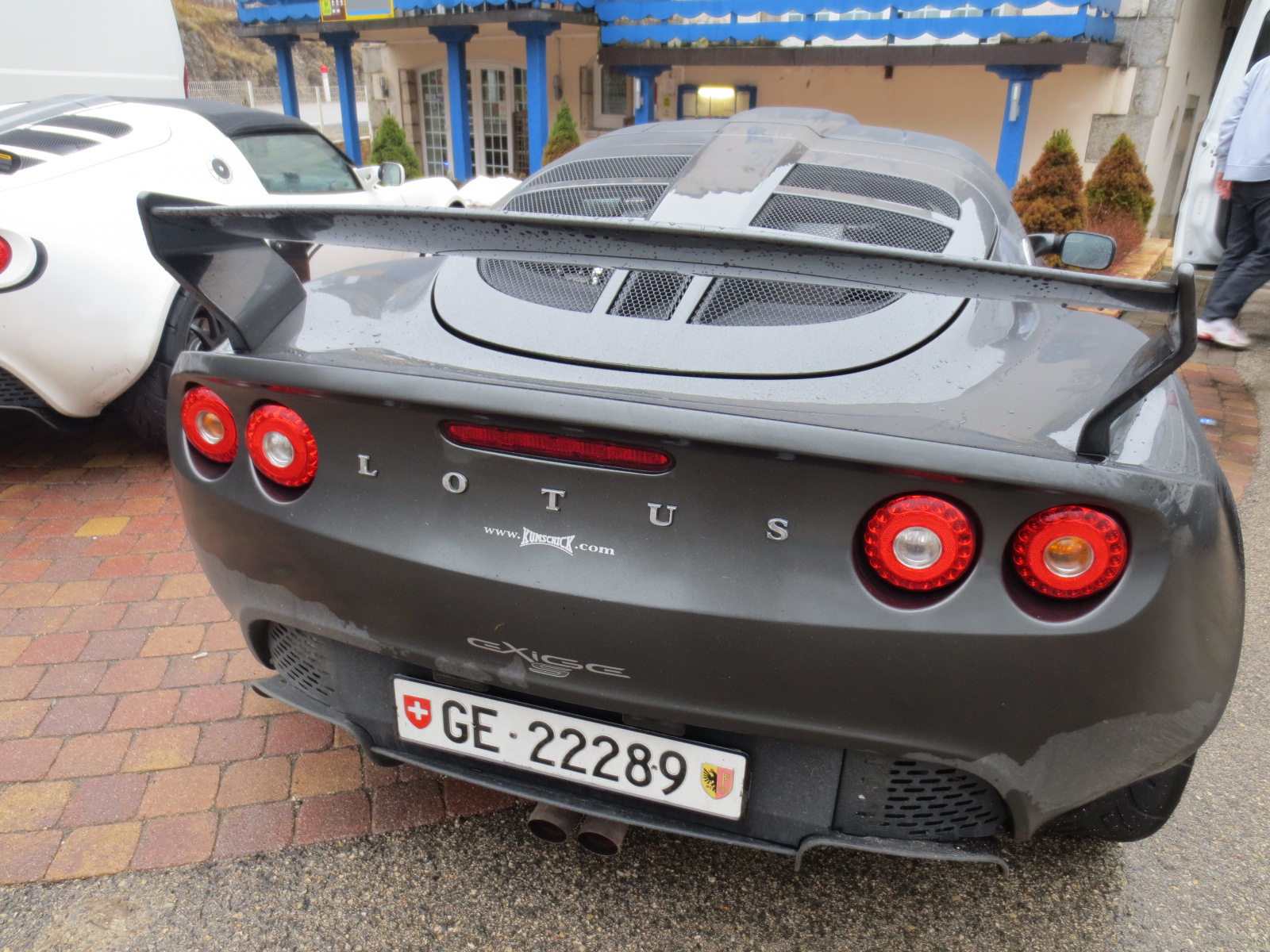
Vista trasera con la matrícula de Suiza en 2013.

En 2004 se introdujo la segunda serie, que equipa un cuatro cilindros de origen Toyota de 1796 cm³ (1,8 L; 109,6 plg³) con un diámetro x carrera de 82 x 85 mm (3,23 x 3,35 pulgadas), que proporciona una potencia máxima de 192 CV (189 HP; 141 kW).
En febrero de 2005, Lotus anunció la producción de 50 Exige 240R, que incorporaba un compresor volumétrico e intercooler con una potencia máxima que ascendía a 243 CV (240 HP; 179 kW). Solamente estaba disponible en colores negro o amarillo, representando los colores de Lotus Sport. Aceleraba desde parado hasta 100 km/h (62 mph) en 3.9 segundos y hasta 160 km/h (99 mph) 9.9 segundos. Llega a los 249 km/h (155 mph) y su precio oscilaba los 65 000 €.
La versión estadounidense se presentó en el Salón del Automóvil de Los Ángeles en enero de 2006. En febrero del mismo año, Lotus anunció que el modelo equiparía el motor Toyota potenciado hasta los 220 CV (217 HP; 162 kW).
La sobre la que está desarrollado el Exige es una derivación de la empleada por el Lotus Elise. Respecto a este último, cuenta con una distancia entre ejes y vías más amplias. Entre los elementos que la forman están el aluminio y materiales ligeros que le permiten reducir su peso respecto a sus rivales.
Exteriormente es un modelo muy compacto con 4,08 m (160,6 pulgadas) de largo, por 1,8 m (70,9 pulgadas) de ancho y 1,12 m (44,1 pulgadas) de alto. Su habitáculo solamente tiene espacio para dos ocupantes y el maletero tiene una capacidad de 200 litros (52,8 galAm).

### Mecánica
Está compuesta por motores de gasolina de cuatro cilindros en línea de 1598 a 1796 cm³ (1,6 a 1,8 L) (97,5 a 109,6 plg³) y, para la Serie 3, un motor V6 de 3456 cm³ (3,5 L; 210,9 plg³). Con este último, sus prestaciones son 274 km/h (170 mph) de velocidad máxima y acelera de 0 a 100 km/h (0 a 62 mph) en 3.9 segundos. Los motores pueden estar acoplados a dos transmisiones: una manual y otra automática de seis velocidades.

### Equipamiento
Cuenta con sistema ABS con EBD, control de tracción y de estabilidad, bolsas de aire y aviso de presión de inflado de neumáticos. La lista de elementos opcionales contempla un sistema de infoentretenimiento con pantalla táctil de 7 pulgadas (17,8 cm) y varias opciones de personalización exterior. A diferencia de sus rivales no puede montar ayudas y sistemas activos de manejo.
Su habitáculo es espartano en comparación con sus rivales, pero no quiere decir que carezca de calidad. El tablero está recubierto de piel vuelta y materiales agradables al tacto. La calidad de los plásticos no es la misma que la de sus rivales, pero no desentonan con el conjunto, cuyos principales o más parecidos son: el Porsche Cayman, Nissan 370Z y el Aston Martin Vantage.

### Versiones

#### Exige S

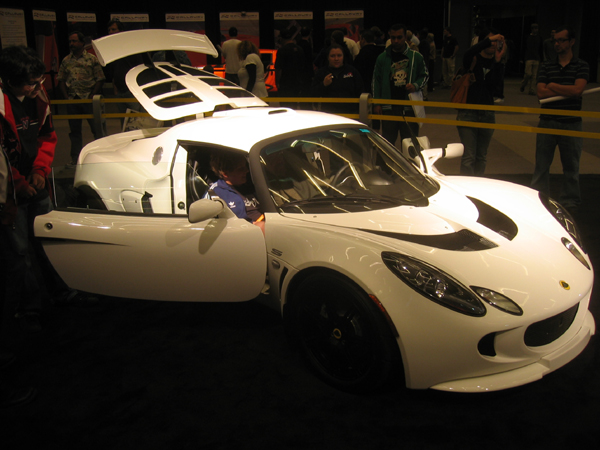
Versión "S" con el cofre trasero y las puertas abiertas.

El Lotus Exige S es una versión más potente del Exige producida desde 2006, con un motor de origen Toyota con VVTL-i y sobrealimentador Eaton de 218 HP (221 CV; 163 kW) a las 7800 rpm y 158 lb·pie (214 N·m) a las 5500 rpm. Pesa 930 kg (2050 libras) y acelera de 0 a 62 mph (0 a 100 km/h) en 4.3 segundos.
El motor Toyota 2ZZ en el Exige es duradero porque está diseñado para tomar altas revoluciones por períodos prolongados y no muchas personas lo harán con ellos.
Algunos autos han llegado con 140 000 millas (225 307,6 km) en el reloj y se usan regularmente en los días de pista. Son un poco ruidosos, pero los clientes continúan prestándoles servicio, cambiando el aceite con frecuencia, siguen usándolos y continúan, pero si usa el motor en la leva superior todo el tiempo, obteniendo lo que se consideraría el mejor del motor, entonces sí, definitivamente se desgastan más rápido.
Lotus le ha agregado un compresor volumétrico tipo Roots que produce 7 psi (48,3 kPa) de impulso y un intercooler aire-aire montado en el techo. La potencia aumenta 30 CV (22,1 kW) hasta los 220 CV (217 HP; 162 kW) a las 7800 rpm y el par máximo aumenta de 133 a 165 lb·pie (180 a 224 N·m) a las 5600 rpm. No es una gran ganancia, pero no se quiere sobrecargar las partes internas del motor que son idénticas a la versión de aspiración natural, además de que no querrían superar a la versión Sport Exige Cup no legal de edición limitada, de 243 HP (246 CV; 181 kW), que tiene esencialmente el mismo tren motriz sobrealimentado.
La ganancia de potencia es de 16% en la calle, el Exige S se siente al menos un 50% más fuerte, especialmente en el rango de rpm medias. Esto se debe a que a 2500 rpm, el nuevo motor produce tanto par como el pico del motor anterior. El rango medio previamente débil en forma de aspiración natural fue la peor parte del coche y una falla del motor pico de Toyota que no se despierta hasta el punto de cambio de 6200 rpm para la variable sincronización de la leva. El "S" todavía usa la misma cámara de dos posiciones, pero con el par adicional, el punto de cambio ya no es perceptible. Para la banda sonora, se superpuso una dosis de sobrealimentador en el "chillido" de los cuatro de alta velocidad y la línea roja se mantiene a las 8500 rpm a pesar del impulso. Puede lograr un ahorro de combustible cerca de las clasificaciones de la EPA de 23 mpgAm (10,2 L/100 km; 9,8 km/L) en ciudad y de 29 mpgAm (8,1 L/100 km; 12,3 km/L) en carretera.
Lotus espera que el 1/4 de milla (402 m) mejore de manera similar a aproximadamente 13 segundos planos. Alrededor del circuito de 2,5 mi (4 kilómetros) de Lotus en su sede del Reino Unido, el Exige S es aproximadamente 1.5 segundos más rápido que el Exige normal, según el ingeniero principal de Dinámica de Vehículos Matt Becker.

#### S 240

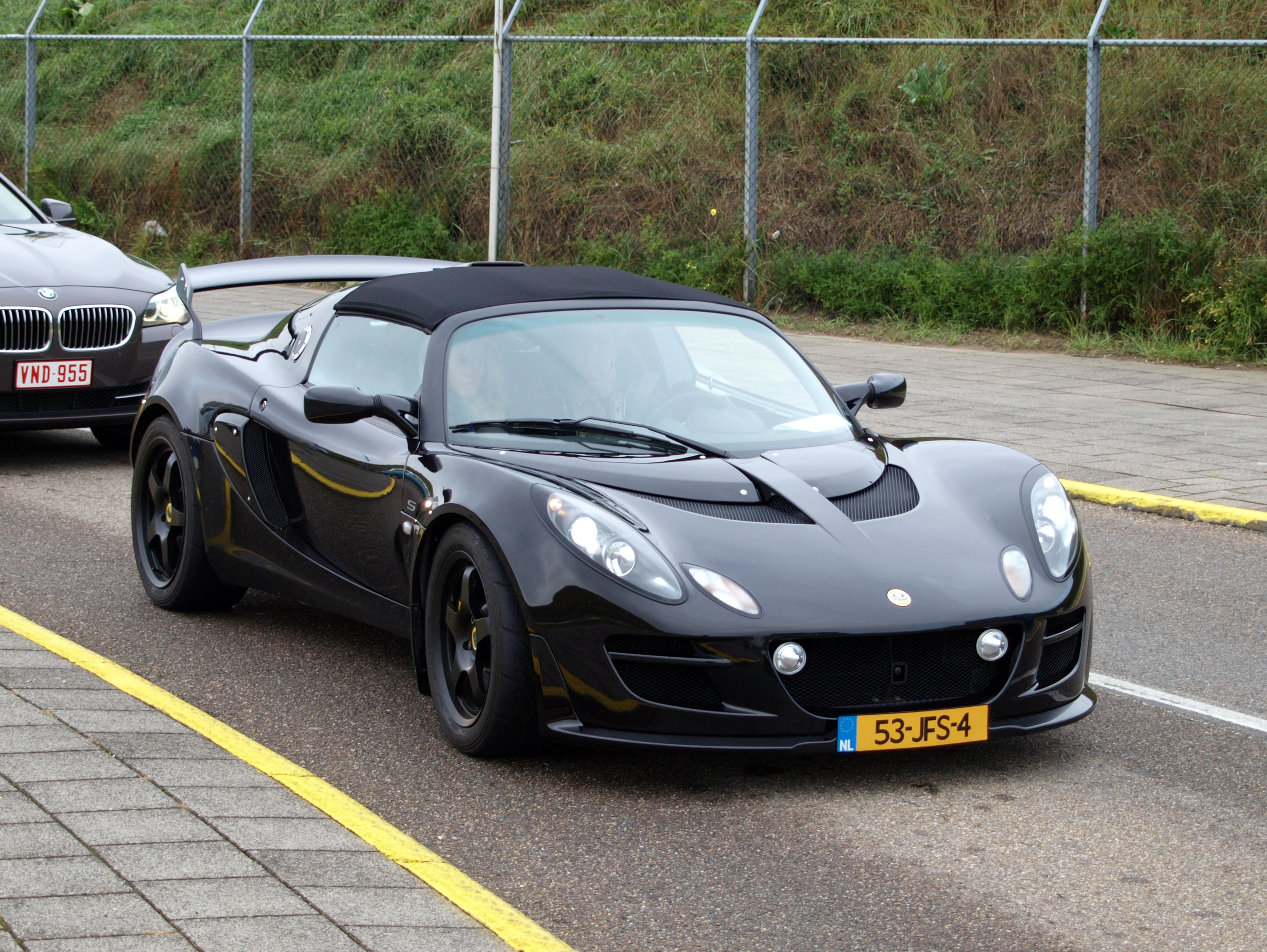
Un S 240 en el Festival Nacional "Oldtimer" de Zandvoort de 2010.

Fue presentado en el Salón del Automóvil de Los Ángeles de 2007 y se empezó a fabricar en 2008. La relación potencia a peso del Exige S de apenas 9,4 lb (4,3 kilogramos)/cv no es suficiente para satisfacer a los fanáticos de la velocidad, por lo que aceleraron el embrague y agregaron otros 20 CV (14,7 kW), además de los 220 CV (217 HP; 162 kW) ya fabricados por el Toyota de cuatro cilindros sobrealimentado de 1796 cm³ (1,8 L; 109,6 plg³), para crear el Exige S 240 2008, elevando la potencia a 240 CV (237 HP; 177 kW) a las 8000 rpm mientras se mantiene el peso a 2100 lb (953 kilogramos), reduce la potencia a peso a solamente 8,8 libras (4 kg)/CV. El par máximo aumenta de 165 a 170 lb·pie (224 a 230 N·m).
Para alimentar el motor con el aire que necesita, se realiza a través de una toma de aire ampliada en el techo, que en la parte superior del parabrisas desde su ubicación anterior en el techo medio, de lo contrario, el S 240 sería prácticamente idéntico al Exige S.
Lotus afirma que el S 240 puede acelerar de 0 a 60 mph (0 a 97 km/h) en 4.0 segundos, que no es mucho más rápido que el tiempo de 4.1 segundos del Exige S. Sin embargo, esa potencia adicional hacen la diferencia, ya que a 100 mph (161 km/h) llega en menos de 10 segundos, más de un segundo más rápido que el Exige S, que no se queda atrás a los 11.0 segundos. Su velocidad máxima es de 150 mph (241 km/h).
Otras mejoras incluyen nuevos calipers de cuatro pistones en la parte delantera, con rotores de freno mejorados en ambos extremos. Un nuevo sistema de control de lanzamiento y tracción variable, deberían ayudar a lograr el máximo rendimiento, incluso para principiantes.

#### 265E

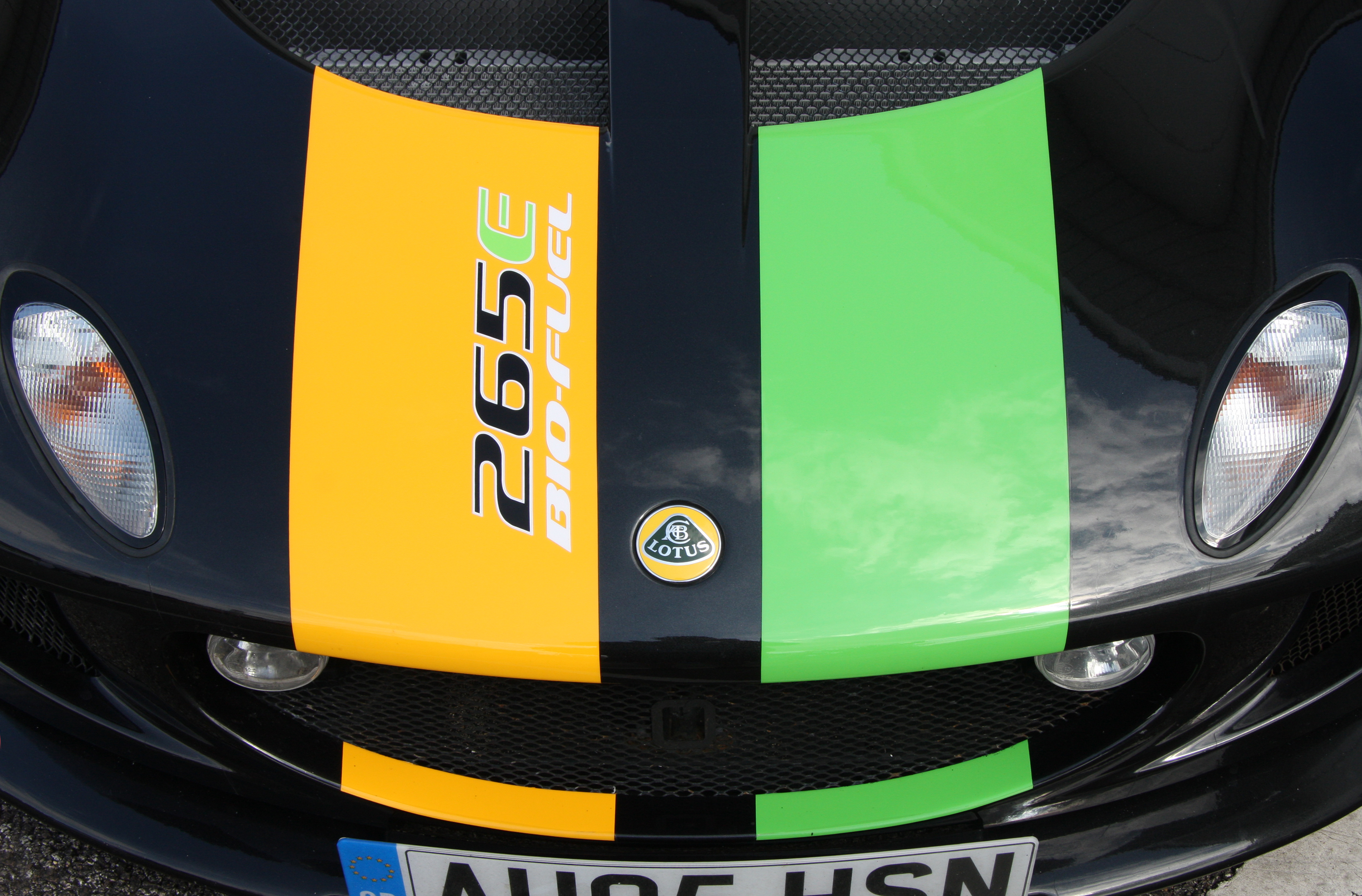
Versión 265E de bioetanol en la 60.ª celebración de Lotus el 14 de septiembre de 2008.

Esta versión es el primer Lotus de bioetanol. Los dígitos 265 denotan la potencia de salida de 265 CV (261 HP; 195 kW), es decir, hasta 46 HP (34 kW) sobre el modelo estándar. La "E" significa que funciona con etanol, que es alcohol producido a partir de la fermentación de los cultivos, mezclado con gasolina. El uso de este combustible más verde da como resultado una reducción del 70% en las emisiones de CO2.
El 265E es un prototipo de desarrollo creado por Lotus Engineering, el brazo de consultoría inteligente de la firma Norfolk, el cual no se ofreció a la venta al público. En solamente cinco semanas entre julio y agosto de 2006, sus ingenieros rediseñaron por completo el motor Toyota que impulsa el Exige S estándar para funcionar con el combustible derivado del trigo.
El resultado es el automóvil de bioetanol legal más rápido en carretera (y el Exige más rápido) jamás construido. El rendimiento es de 0 a 60 mph (0 a 97 km/h) en solamente 3.88 segundos y una velocidad máxima de 158 mph (254 km/h), con una transmisión manual de 6 velocidades.
El bloque de aluminio básico, construido para Toyota por Yamaha, es exactamente el mismo que el instalado en el Exige S. La combinación de sobrealimentador e intercooler se ha modificado ligeramente para hacer frente al aumento de potencia y la ECU se ha reconfigurado para la nueva mezcla de combustible.
Estos ajustes no lo hacen más rápido, ya que la potencia adicional depende completamente del combustible. El etanol se quema de manera más eficiente que la gasolina convencional gracias al átomo de oxígeno adicional unido a la molécula de alcohol de etanol en su composición, es decir, que el proceso de combustión es más efectivo y se puede producir más potencia. Se le conoce como "E85", que significa 85% de etanol y 15% de gasolina.

#### Sport 240R
Se presentó en el Salón del Automóvil de Ginebra una edición limitada a 50 unidades del Exige llamada Sport 240R. Se construía en las instalaciones que la marca posee en Norfolk, Inglaterra con un motor de origen Toyota. La mecánica, dotada de sobrealimentación, ofrecía 240 CV (237 HP; 177 kW). Era capaz de pasar de 0 a 100 km/h (62 mph) en menos de 4.0 segundos. El motor está acoplado a una transmisión manual de seis velocidades, que transmite la fuerza del motor a las ruedas traseras. Los frenos y los amortiguadores se han revisado para ofrecer una mayor efectividad. Este Sport Exige, que pesa 930 kg (2050 libras), se vendía únicamente en dos colores: amarillo y negro. En su interior, estos tonos se combinan en los asientos deportivos, tapizados en cuero. Un arnés de cuatro puntos se encargaba de mantener los cuerpos de los ocupantes “pegados" a los asientos de butaca. Los detalles deportivos están por todas partes, pero uno de los más llamativos se encuentra en los neumáticos, asociados a un rin de cinco radios de aluminio, que pueden ser slicks opcionalmente. La marca esperaba comercializar 40 unidades en Europa, mientras que las 10 restantes podrían destinarse al mercado japonés.

#### Exige GT3

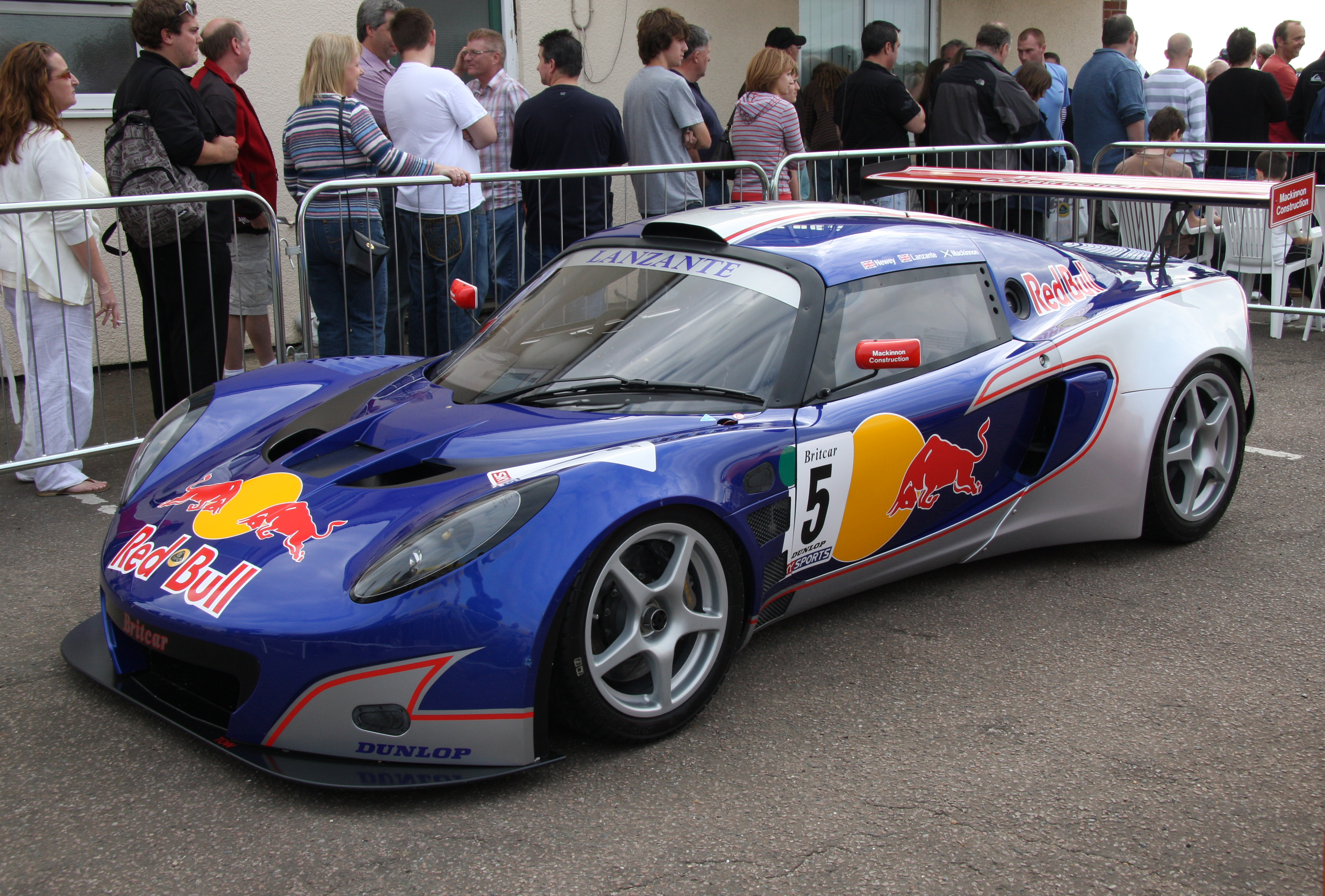
Versión de carreras GT3 60th Celebration con los colores de Red Bull Racing en Essex el 14 de septiembre de 2008.

El lanzamiento de esta versión fue en 2008. El GT3 aporta sobre el Exige una reducción importante de peso y un aumento de su aerodinámica. Una de las causas de ello son la fabricación de la carrocería de una pieza en frontal y laterales además de la inclusión de un estudiado alerón.
Está impulsado por el mismo motor turbo que el GT3 y con 271 CV (267 HP; 199 kW). La transmisión C64 de 6 velocidades con embrague deportivo permite transmitir de forma óptima todo la potencia a las ruedas. Era capaz de alcanzar los 256 km/h (159 mph) y de mantener una aceleración que le permite rebasar los 100 km/h (62 mph) en 3.9 segundos.
Un prototipo del automóvil de carreras Lotus Sport Exige GT3 fue presentado en la ceremonia anual del Campeonato FIA GT fuera del mundialmente famoso Casino de Montecarlo, Mónaco, el 2 de diciembre de 2005. Al día siguiente, su primera prueba fue en el circuito Paul Ricard de alta tecnología (High Tech) en el sur de Francia, bajo la supervisión de la FIA y su primera etapa fue elegible para la competencia FIA GT3. Esta última serie de la FIA, que comenzaría en 2006.
El GT3 ha sido desarrollado por Lotus Sport, que es un derivado del modelo estándar Lotus Exige coupé. Con un peso aproximado de 750 kg (1653 libras), se mantiene fiel a la filosofía básica de Lotus "rendimiento a través de peso ligero". Utiliza un motor 1.8 2ZZ-GE VVTL-i preparado para la carrera con un sobrealimentador tipo Roots y un intercooler aire-aire que utiliza la unidad de control del motor Lotus T4e para producir 289 CV (285 HP; 213 kW) a las 7800 rpm, que proporciona una relación potencia a peso de 380 HP (385 CV; 283 kW)/tonelada o 2,6 kg (5,7 libras)/HP.
Después de un breve programa de pruebas en el Lotus Test Track en Hethel, el piloto de pruebas de fábrica Gavan Kershaw realizó el trabajo final de configuración del chasis con neumáticos mojados en la sesión de la mañana en la prueba oficial de la FIA de Paul Ricard. Esto fue seguido por una excursión sobre neumáticos lisos en una pista de secado por el piloto de pruebas nominado por la FIA Christophe Bouchut.
La FIA anunció un campeonato europeo de cinco carreras para la nueva clase GT3 con rondas en el Reino Unido, Alemania, Bélgica, Francia e Italia. Varios campeonatos nacionales de GT también están considerando enmendar sus regulaciones para incluir una clase GT3.
Al igual que el Exige estándar, el GT3 viene completo con el galardonado chasis de aluminio unido de peso ligero. Esto se complementa con ruedas de aleación forjadas de 5 radios de bajo peso, paneles de cuerpo de carbono y un paquete aerodinámico revisado de alta carga aerodinámica que incorpora un divisor delantero de carrera y un alerón trasero de fibra de carbono ajustable.
Se incluye una jaula antivuelco de 6 puntos de la FIA, interruptores de encendido, sistemas de frenado y suspensión mejorados con amortiguadores ajustables de 3 vías Öhlins. Se ha instalado una transmisión secuencial de 6 velocidades y un sistema de registro de datos completo en el vehículo prototipo monoplaza.

#### Cup 240

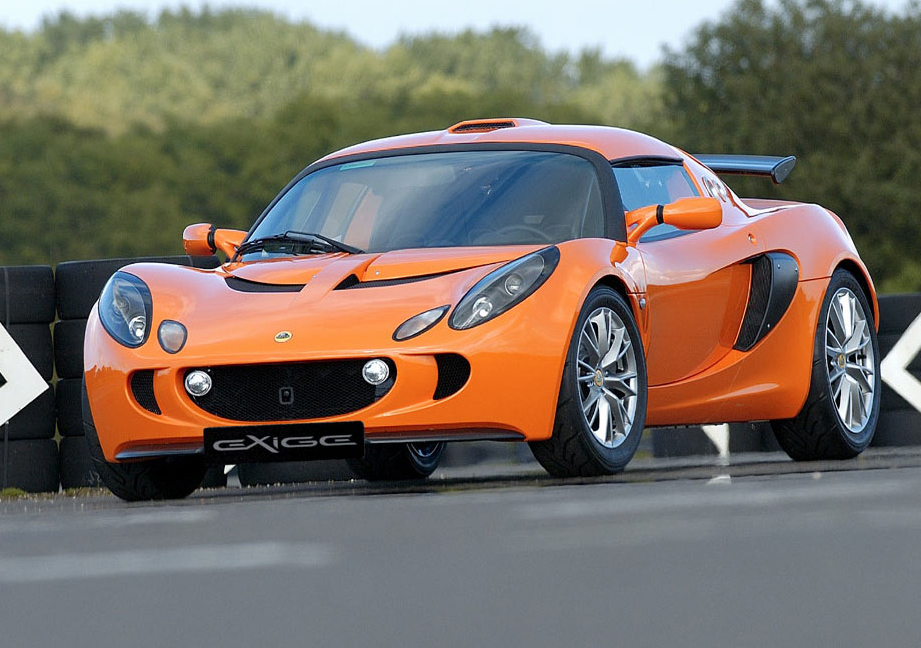
Cup 240 en Alemania el 2 de abril de 2016.

La división de competición Lotus Sport, ha desarrollado dos versiones de alto rendimiento del modelo 2006: el Lotus Exige Cup y el Lotus Exige Cup 240, ambos han sido desarrollados para uso en pista sin necesidad de modificación. Ambos coches Cup cuentan con un embrague mejorado, escape deportivo, suspensión ajustable, frenos mejorados, diferencial de deslizamiento limitado, control de tracción conmutable, un aro de vuelco de acero T45 y Aframe
con montajes de arnés, interruptores de combustible e ignición y un sistema de extinción de incendios totalmente conectado. Una jaula antivuelco de 6 puntos aprobada por la FIA es una opción sin costo.
Como sugieren los dos nombres de modelos, el Cup utiliza un motor de 1796 cm³ (1,8 L) y cuatro cilindros de 192 CV (189 HP; 141 kW); y el Cup 240 de mayor rendimiento utiliza un motor sobrealimentado con intercooler que produce 243 CV (240 HP; 179 kW) a las 8000 rpm y un par máximo de 236 N·m (174 lb·pie) a las 7000 rpm.
El rendimiento del modelo Cup alcanza las 62 mph (100 km/h) en 5.2 segundos y una velocidad máxima de 147 mph (237 km/h); mientras que el Cup 240 alcanza las 62 mph (100 km/h) en aproximadamente 4.5 segundos y continúa a una velocidad máxima de 155 mph (249 km/h).
Ambas versiones del Cup están construidas como conversiones oficiales de fábrica de los nuevos automóviles Lotus Exige por Lotus Sport en sus instalaciones en la sede del Grupo Lotus en Hethel, Norfolk, Reino Unido. Cada Exige Cup presenta una placa de construcción Lotus Sport. Además del rendimiento del motor, los coches Cup tienen especificaciones idénticas.

#### Cup 255

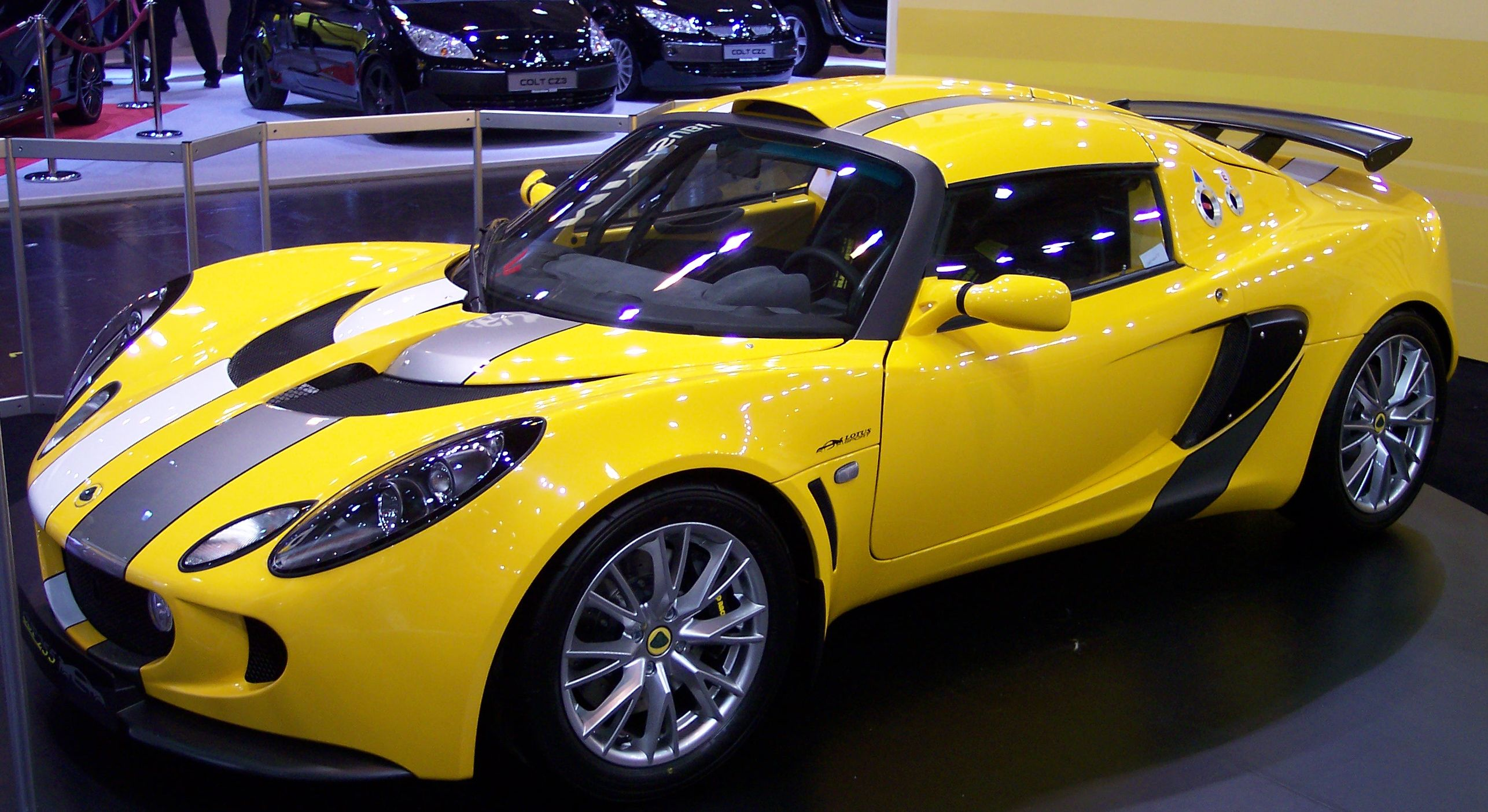
Versión Cup 255 amarillo en el Salón del automóvil de Essen de 2006.

El Sport Exige Cup 255 es un desarrollo del Cup 240 y, al igual que su predecesor, está diseñado para usarse en la pista. La potencia proviene de la misma planta motriz con distribución de válvulas variable de 1796 cm³ (1,8 L; 109,6 plg³) con sobrealimentación, pero aquí tiene una potencia máxima de 255 CV (252 HP; 188 kW). El aumento de potencia se logra a través de una serie de medidas diseñadas para mejorar el flujo de aire en el motor. La entrada de aire en el techo de la marca registrada Exige se amplía para alimentar el intercooler revisado de manera más efectiva y una nueva caja de aire le permite fluir libremente hacia la cámara de combustión. La bomba de combustible también se ha rediseñado para mejorar la eficiencia y ofrecer la máxima potencia de salida en el pico más alto del rango de revoluciones, mientras que un escape deportivo de nivel 2 proporciona una ruta de salida clara.
El Cup 255 presenta pinzas de freno delantero de cuatro pistones con discos delanteros de 308 mm (12,1 pulgadas) y discos de 288 mm (11,3 pulgadas) en la parte trasera que detendrán su progreso de manera dramática. El chasis del Exige Sport Cup 255 es igualmente de alta gama y tiene en cuenta un alto nivel de ajuste para que los propietarios configuren el automóvil de acuerdo con sus preferencias. Los amortiguadores ajustables bidireccionales de Öhlins y una barra estabilizadora delantera ajustable ayudan al automóvil a alcanzar sus niveles de agarre de otro mundo y balancearse en las esquinas. Un diferencial de deslizamiento limitado con detección de par ayuda a desplegar la potencia del motor de la manera más efectiva y le da al conductor más capacidad de ajuste en escenarios de alto deslizamiento.
Sus spoilers con forma de cuchilla y su ingesta de arco estallan con agresividad, pero la forma esencial de Lotus desde sus voluptuosas curvas hasta sus musculosas ancas es bien proporcionada y casi elegante. A pesar de ser rápido en la pista y, a pesar de ser perfectamente legal en la carretera, hay toda una serie de problemas que hacen del Exige un compañero cotidiano menos que urbano. La visibilidad desde la parte posterior es igualmente inexistente y cualquier objeto pequeño que esté en sus bolsillos cuando se siente, se envía para sacudir los tramos inaccesibles del piso de la cabina. Sin embargo, la principal objeción es el procedimiento de entrada y salida que se hace significativamente más difícil que en Elise por la presencia de ese techo fijo. Una vez dentro, la posición de conducción es perfecta incluso para personas más altas, pero llegar a ella es como subir a una caja de pilares a través de la ranura, entonces se tiene que salir de nuevo.
La lista de equipos es corta y la cabina del Exige es un espacio diseñado para conducir rápido con exclusión de casi todo lo demás. Una jaula antivuelco de seis puntos aprobada por la FIA se encuentra encima y los asientos deportivos tienen arneses de carrera de cuatro puntos. Aparte de eso, se obtienen características de seguridad orientadas a la carrera, como un interruptor de apagado de encendido mecánico y un sistema electrónico de extintor de incendios. Hay una serie de opciones diseñadas para su uso en carretera o ajustarla a la especificación de carrera completa. A pesar del riesgo de ser visto como un vendido, vale la pena considerar el aire acondicionado. La proximidad del motor Toyota sobrealimentado de alto rendimiento a la parte posterior de su cuello, puede hacer que las cosas sean un poco incómodas, especialmente en un día cálido.
Los 255 CV (252 HP; 188 kW) en un automóvil tan pequeño y liviano como el Exige es una perspectiva estimulante para cualquier entusiasta del automóvil. El Cup 255 es la última de una larga línea de desarrollos en la plataforma básica de Exige.

#### Club Racer

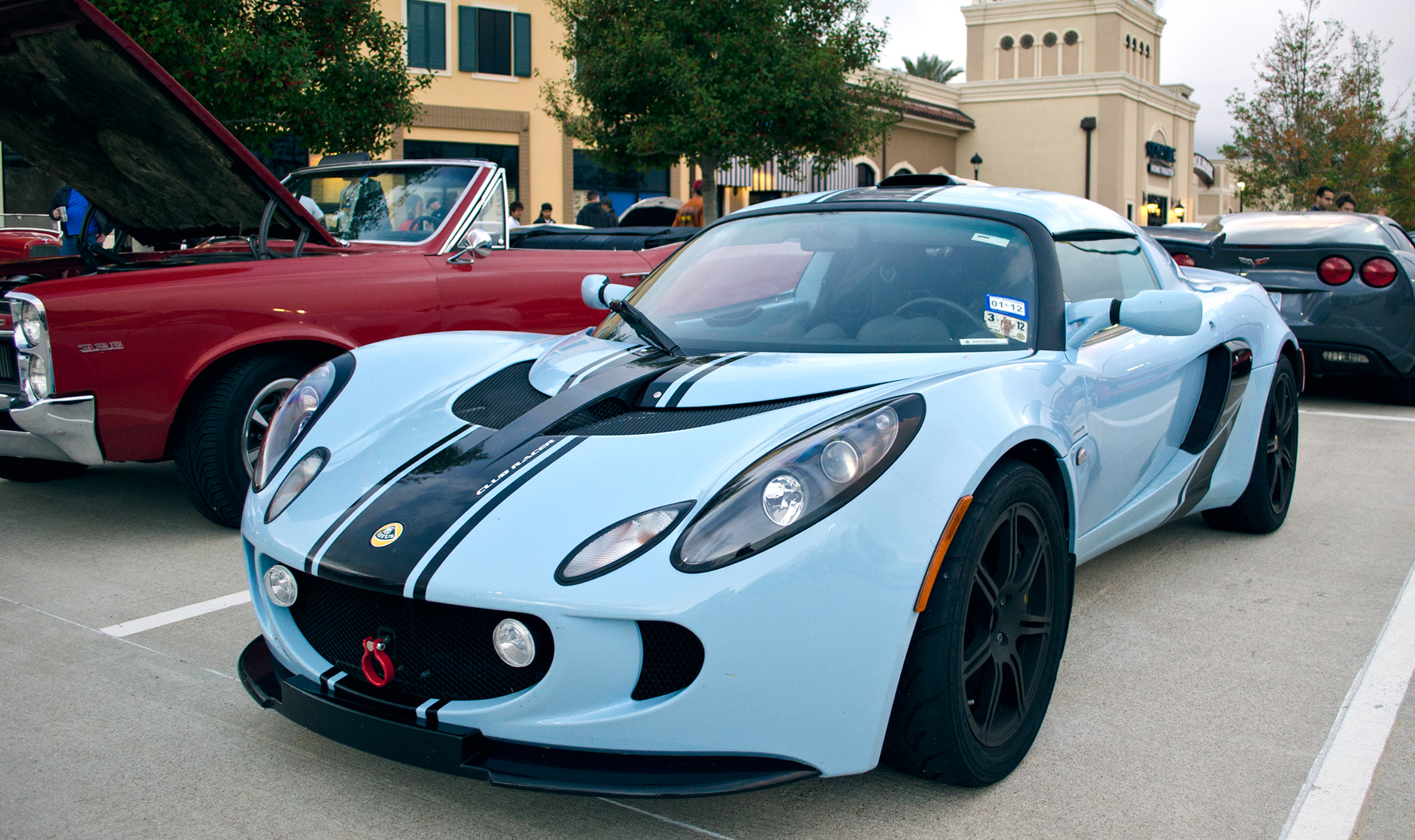
Club Racer en Houston Coffee and Cars el 6 de enero de 2012.

El término "Club Racer" generalmente se agrega a algunas de las armas de día de pista más difíciles del mercado. En el caso del Lotus Exige S Club Racer, se reduce a un esquema de pintura exclusivo y algunos bits interiores adicionales.
El exterior azul cielo y "Phantom Black" se combina muy bien con las ruedas negras del paquete deportivo y se remonta al apogeo de los esfuerzos de carreras del Sr. Chapman en los años 60. En el interior, el Club Racer obtiene una combinación de cuero negro y revestimientos de "efecto" de fibra de carbono, junto con una toma aérea del circuito Hethel bordado en las cabeceras.
Siendo una edición limitada, solamente se vendieron 25 "Racers", sin saber cuántos llegarán a Estados Unidos, que era esencialmente un paquete Sport, Touring y Super Touring equipado con Exige S con un escape deportivo y aire acondicionado.

#### Exige Sprint

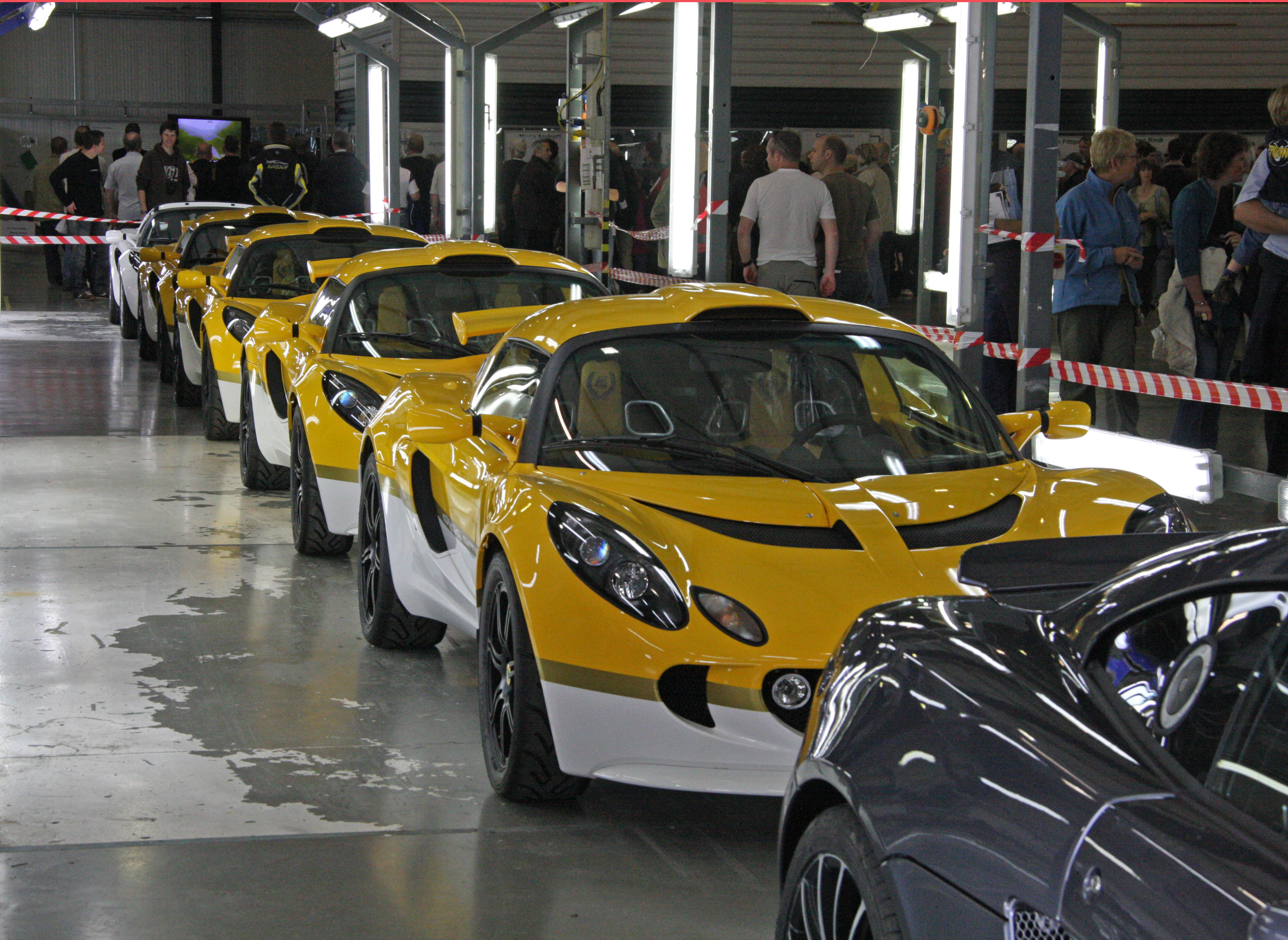
Inspección final de ensamblado de la versión Sprint.

Entre 1971 y 1973 se fabricó el Elan Sprint, por lo que 40 años después Lotus celebrará su antigüedad con una versión especial del Lotus Exige, el cual viene con la misma pintura de antaño en dos combinaciones de colores: blanco y amarillo o blanco y azul, que vienen ligeramente separados por una línea dorada.
Esta edición de aniversario será únicamente de 40 unidades con chasis numerado, por lo que la armadora ubicada en el pueblo inglés de Hethel tendrá un auténtico coche de colección. Lotus Exige Sprint contara con un motor de 243 CV (240 HP; 179 kW) de potencia, mientras que en el interior tiene de serie aire acondicionado, paquete deportivo (Sport Pack) y unos rines de aleación específicas.
Adicionalmente, se incluirá un libro con la historia de los modelos fabricados en Hethel, junto a un certificado de autenticidad firmado por el jefe de la compañía: Mike Kimberley.
El coche recibió muchas buenas críticas de los propietarios de automóviles por sus cualidades de consumo.
Mientras que el Elan Sprint se construyó por primera vez durante los años 70, el Exige Sprint está celebrando la producción de Lotus en Hethel, que comenzó en 1967. Cada automóvil viene con un número de chasis que abarca los años 1967 a 2007, aparte de 1982 cuando falleció el fundador de Lotus, Colin Chapman.

#### 260 Cup
Este modelo biplaza tiene nuevos detalles y se adapta a la nueva tendencia adelantada por el también renovado Exige. De él toma algunos valores de su diseño como el nuevo parachoques frontal o las entradas de aire más despejadas, aunque la esencia que vitaliza al 260 Cup como un deportivo único siguen estando presentes. A la hora de incrementar su velocidad, el elevado alerón trasero, más ancho y alto que el anterior 260 Cup, sirve de dedo pulsante para asegurar un correcto agarre y la toma de aire en el techo hace las veces de punto de refrigeración. Del competitivo Exige GT3 toma el concepto de ligereza para algunas partes como el propio spoiler o el difusor de la parte trasera.
La utilización de fibra de carbono en el panel de techo, en los asientos deportivos, en paneles y entradas de aire o en el citado alerón han permitido recortar 12 kg (26 libras) de peso. Con otra serie de materiales ligeros como el de los rines de aleación, la batería, los tubos de escape o el volante se van 22 kg (49 libras) más de peso. Sumando estos aportes el 260 Cup se queda con un peso en vacío de 890 kg (1962 libras).
La relación potencia a peso es de 288 CV (284 HP; 212 kW) por tonelada, que se da gracias a los 260 CV (256 HP; 191 kW) que ofrece el motor VVTL-i. Un compresor actúa de ayuda permitiendo ofrecer una curva más duradera de par máximo, cifrado en 231 N·m (170 lb·pie). La programación de este motor mantiene a raya el régimen máximo por debajo de las 8000 rpm, aunque permite hacer un salto de dos segundos hasta las 8500 rpm para ofrecer una fuerza mayor. El motor transmite la potencia a las ruedas traseras a través de una transmisión manual de seis velocidades y con la ayuda de un diferencial autoblocante para controlar la fuerza por rueda.
Oficialmente la velocidad máxima del 260 Cup ronda los 245 km/h (152 mph), pero resultan más impactantes los tiempos en los que alcanza los 100 km/h (62 mph) en 4.1 segundos; y los 160 km/h (99 mph) en 9.9 segundos. El 260 Cup también ha mejorado en consumo, brindando un nuevo paso en la reducción del mismo. En esta nueva versión su gasto medio es de 8,5 L/100 km (11,8 km/L; 27,7 mpgAm) de gasolina, exactamente 6 décimas menos que el del 2009.
Cuenta con dos tipos de controles electrónicos: el "Launch Control" y el "Traction Control". El control de lanzamiento permite marcar antes de una arrancada rápida las revoluciones máximas que se desean alcanzar en ella, ajustándose así el comportamiento del motor y de la transmisión junto al del control de tracción. Este puede configurarse por tramos para que permite, en mayor o menor medida, el deslizamiento de las ruedas durante una pérdida de adherencia.
La evolución del subframe trasero ha permitido mejorar en nada menos que un 30 % la rigidez lateral, pensando especialmente en el juego del 260 Cup en circuito con ruedas slicks. Los amortiguadores Öhlins de doble ajuste permiten adaptar el comportamiento básico del deportivo a tan variadas circunstancias como el circuito o la carretera, pudiéndose cambiar los valores rápidamente.
El 260 Cup cumple con diversas reglas de la FIA para la competición e incluye, entre otros aspectos, los asientos deportivos homologados, con posibilidad de incluir arneses de hasta seis puntos y la jaula de seguridad para el buen estado del conductor en caso de accidente.

#### Exige Scura/Stealth

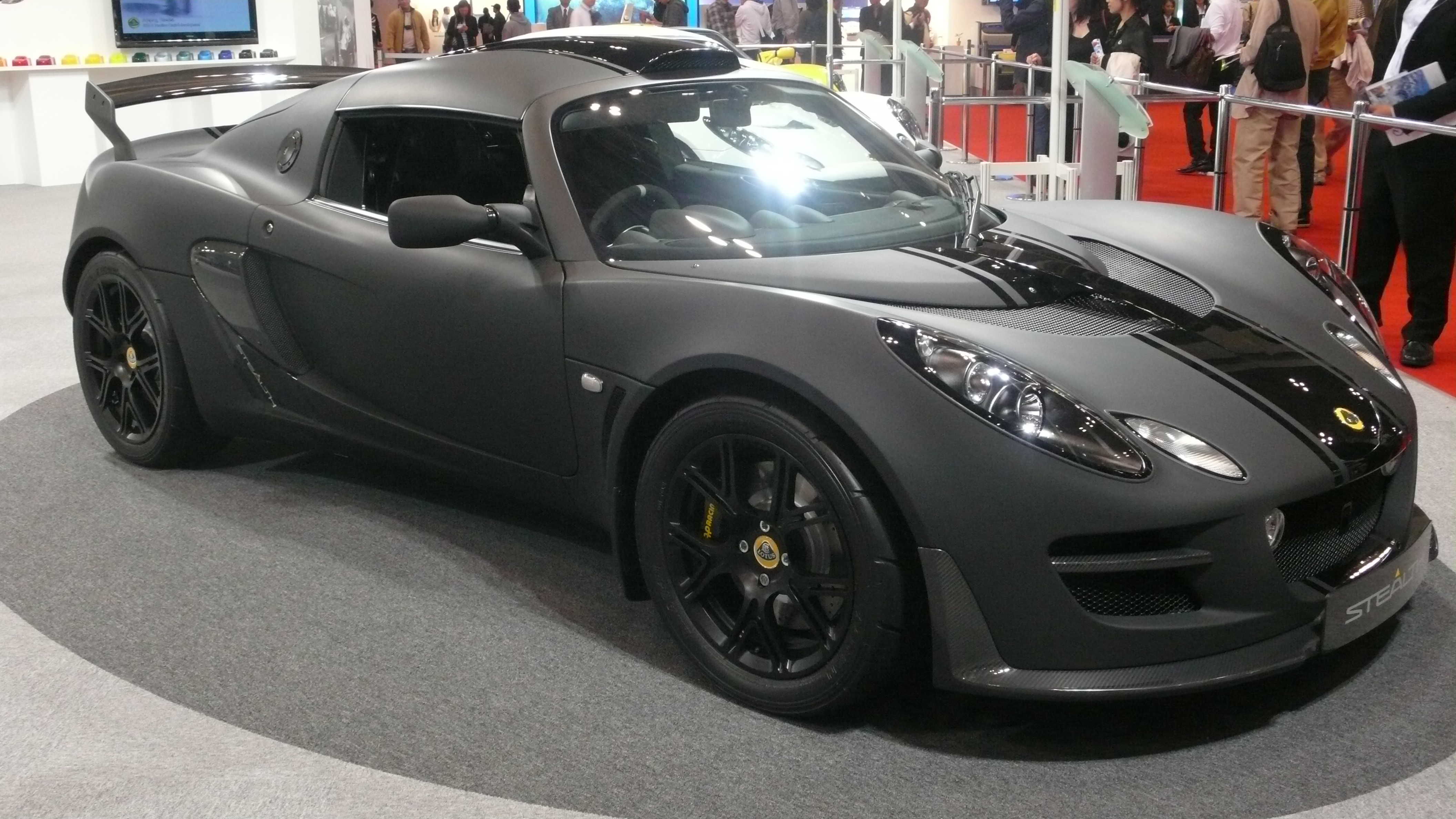
Un Scura/Stealth en negro mate en el Salón del Automóvil de Tokio de 2009.

Bajo la denominación de Scura, "oscuridad" en italiano, Lotus mostró una versión limitada del Exige en el Salón del Automóvil de Tokio de 2009. Más potencia, mejores prestaciones, menor peso y reducidas emisiones para el lado más "oscuro" del Exige. Se trata de una versión mejorada del Exige S que consigue más potencia y mejores prestaciones, pero con bajo volumen de emisiones.
El Exige Scura, o Stealth (denominación que tomará en el mercado nipón) ha sido sometido a una reducción de peso a base de fibra de carbono en 10 kg (22 libras), llegando a unos espectaculares 925 kg (2039 libras). Su carrocería luce en negro mate combinado con detalles de franjas en negro brillante y muestra una apariencia fiera y agresiva, gracias a elementos como el frontal o la zaga coronada por el imponente alerón trasero. En el interior también presenta fibra de carbono, tanto en los asientos deportivos, como en la consola central. El conocido motor de cuatro cilindros de 1796 cm³ (1,8 L; 109,6 plg³) se estira hasta los 260 CV (256 HP; 191 kW). Esta potencia junto a su bajo peso, le permite acelerar de 0 a 100 km/h (0 a 62 mph) en 4.1 segundos, dos décimas menos que el Exige S y alcanzar una velocidad máxima de 245 km/h (152 mph). El conjunto mecánico se completa con un control de tracción variable, según el tipo de conducción que se desee y con una suspensión autoajustable con amortiguadores Öhlins, que le otorga un carácter más deportivo o confortable a gusto del conductor, pero a pesar de su potencia, el lado más "oscuro" del Exige también es respetuoso con el medio ambiente, ya que emite a la atmósfera únicamente 199 g (7 onzas) de CO2 por cada 100 km (62 millas), 20 más que el nuevo Exige S, una notable reducción que consigue gracias a su reducción de peso y, principalmente, a un nuevo y avanzado sistema de escape. La producción del Scura/Stealth estaba limitada a solamente 35 unidades y se comercializaba en Europa, Corea del Sur, Australia, Sudáfrica, Tailandia, Taiwán, Hong Kong, Singapur, Nueva Zelanda, Indonesia y Malasia.
Su motor de origen Toyota de 1796 cm³ (1,8 L) se potencia hasta los 260 CV (256 HP; 191 kW), la misma variante que monta el Exige Cup, pero con esa misma potencia consigue mejorar sus cifras gracias al uso de fibra de carbono en varios elementos de su carrocería, con un consumo medio de 8,5 L/100 km (11,8 km/L; 27,7 mpgAm), que aunque realmente no es bueno para un coche tan ligero y con esa potencia, pero tampoco es su objetivo y al menos Lotus lo intenta.

#### S Type 72

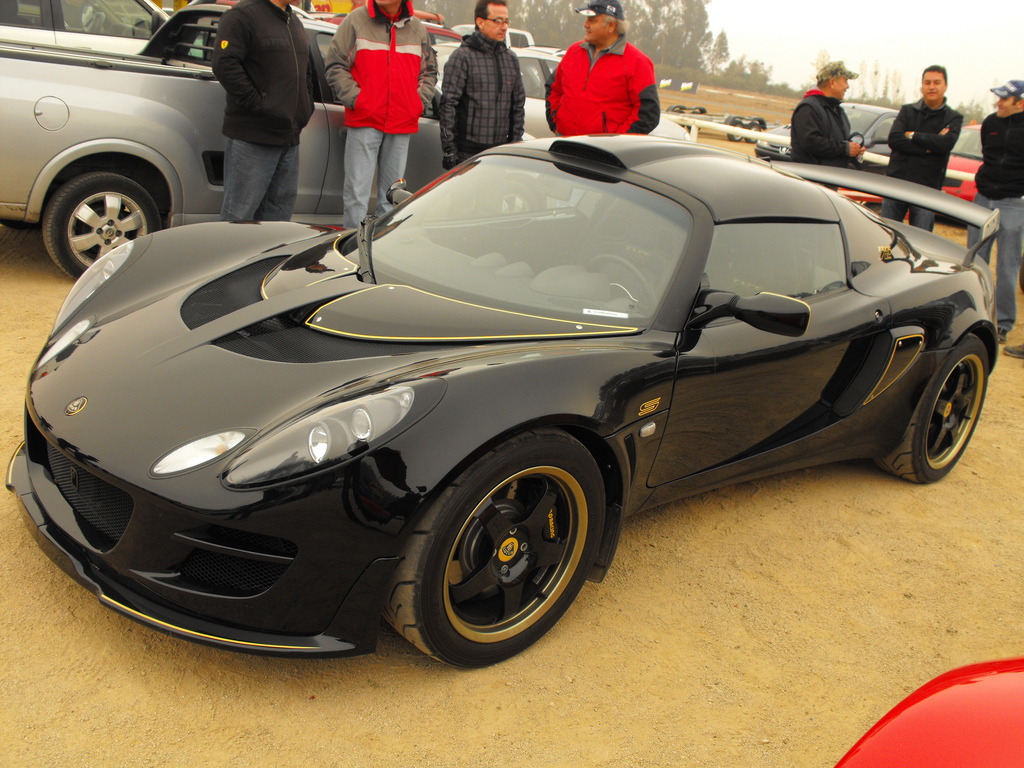
Edición especial S Type 72.

Es una versión que conmemora al coche más exitoso de la historia de la Fórmula 1: el Lotus 72, que quedó victorioso en veinte grandes premios de Fórmula 1 entre 1970 y 1975, el cual fue conducido por auténticos maestros del volante, como: Jochen Rindt, Emerson Fittipaldi, Ronnie Peterson y Jacky Ickx. Es un coche que ha ganado tres Mundiales de Constructores de Fórmula 1 en 1970, 1972 y 1973 y dos Mundiales de Pilotos: Jochen Rindt en 1970 y Emerson Fittipaldi en 1972.
La característica principal del S Type 72 es la configuración de colores, la misma que llevaba el mítico coche de Fórmula 1 y que es tan reconocible, ese negro con líneas doradas que se volvió a ver no sólo con este coche, sino también a partir de la temporada de Fórmula 1 de 2010.
Otras características que ya son copyright de la casa británica son la ligereza del vehículo, que le permite dar un rendimiento sin igual. El S Type 72 pesa 935 kg (2061 libras), acelera de 0 a 100 km/h (0 a 62 mph) en 4.7 segundos y su velocidad máxima es de 233 km/h (145 mph). Tiene un consumo bastante bien ajustado de 6,5 L/100 km (15,4 km/L; 36,2 mpgAm) y unas emisiones de CO2 de 199 g (7 onzas)/km.
Este coche viene de serie con el paquete Sport, un interior con asientos deportivos bordados en hilo dorado, además de una placa que conmemora al modelo de Fórmula 1. El exterior viene con los colores negro con ribetes dorados en la carrocería y ruedas y con el logo pintado a mano de Type 72 y Exige S.
Su producción estaba limitada a solamente 20 unidades para el mercado británico y 20 para el resto de Europa; y también se harían unidades específicas para Japón.

#### 270E

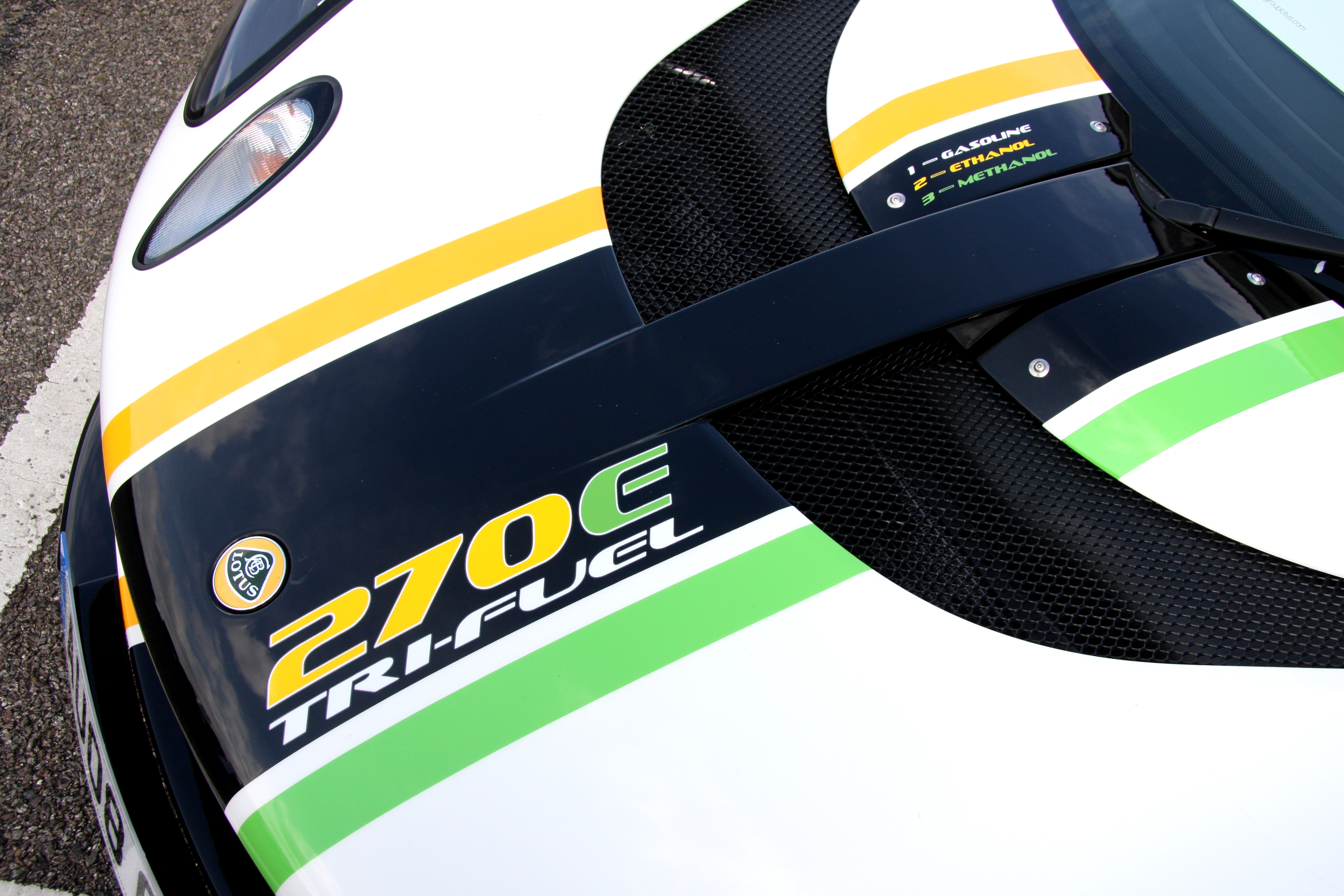
270E Tri-Fuel en el Lotus 60th Celebration el 14 de septiembre de 2008.

En 2006, Lotus lanzó el Exige 265E el cual era alimentado por etanol generando 265 CV (261 HP; 195 kW). Su sucesor es el 270E Tri-Fuel que, como su nombre lo indica, es capaz de utilizar tres tipos de combustibles para circular.
Los ingenieros de Lotus buscan la fabricación de metanol sintético utilizando el CO2 atmosférico. El metanol es más sencillo de fabricar que el etanol, pero por el momento solamente es viable en su creación en cantidades industriales, pero por los intereses petroleros tienen detenidas o bajo control las alternativas que les quiten mercado.
La pintura e interiores no son simples caprichos de diseño, sino que simbolizan los combustibles que puede soportar, le dan un toque "racing" que le va muy bien, ya que de serie es el Exige más rápido de la casa inglesa generando una potencia de poco más de 270 CV (266 HP; 199 kW) con su cuatro cilindros Toyota de 1796 cm³ (1,8 L; 109,6 plg³).
El utilizar cualquiera de los tres combustibles no cambia las prestaciones del coche, ya que en los tres casos logra una máxima de 255 km/h (158 mph) y una aceleración de 0 a 100 km/h (62 mph) en 3.9 segundos.
Sus 8,5 L/100 km (11,8 km/L; 27,7 mpgAm) no lo hacen un paladín ecológico y para alimentarlo, la opción principal sigue siendo el combustible convencional. Sin embargo, es el “Tri-fuel” del nombre el que demanda atención. El metanol se obtiene capturando dióxido de carbono de la atmósfera, lo que le da a este coche el potencial para ser “neutral” en lo referente a carbono. Sin embargo, el origen del etanol puede ser mucho más colorido, ya que entre las alternativas que se han propuesto, se habló de vino (no apto para consumo) y el suero de la leche que se obtiene al preparar queso.
La primera opción toma dióxido de carbono del aire, algo que sin dudas resulta bueno, mientras que la segunda reutiliza materiales que en muchas ocasiones son considerados como desperdicio, aunque es un dato bien conocido que el suero de la leche tiene múltiples aplicaciones, en lo culinario y lo medicinal. El 270E Tri-fuel todavía se encuentra en su fase de prototipo y está la posibilidad de que nunca llegue a un nivel de producción.

#### Matte Black Final Edition

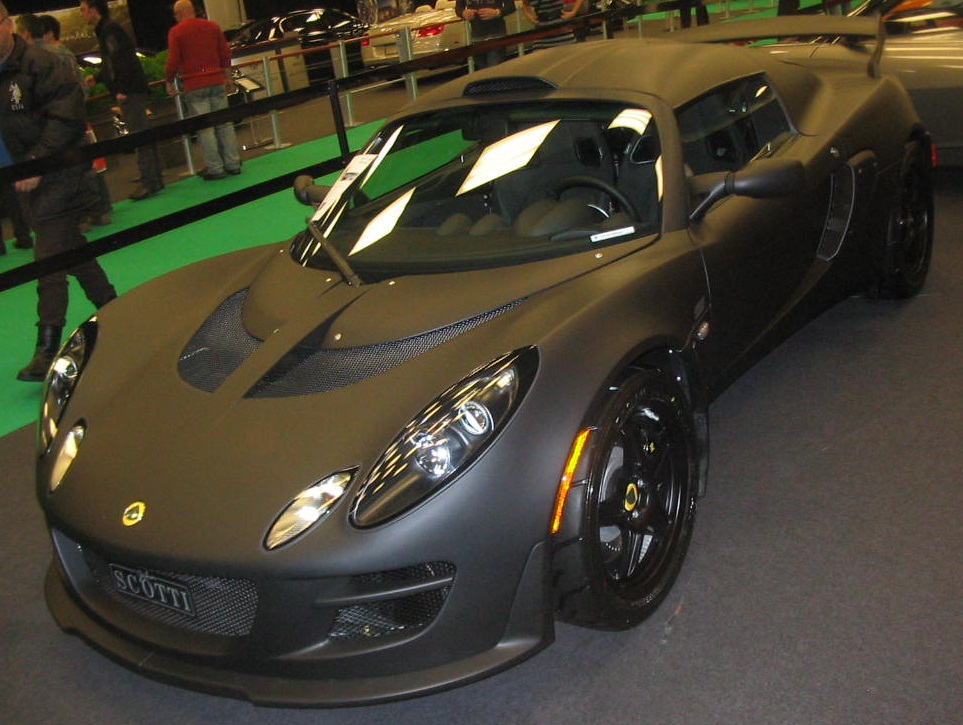
Matte Black Final Edition de 2011 en el Salón del Automóvil de Montreal de 2012.

La segunda edición especial que Lotus ha anunciado como una celebración del fin de la producción de los famosos modelos norteamericanos Elise y Exige se llama Exige Matte Black Final Edition. Este modelo estaba limitado a solamente 25 unidades con un precio de US$ 69900. Hizo su primera aparición en el mercado estadounidense dentro de la exhibición Lotus en Peter Hay Hill en Pebble Beach.
Como su nombre lo indica, la Exige Matte Black Final Edition 2011 se ofrecía en un exclusivo acabado de pintura en negro mate combinada con asientos deportivos negros de Alcantara. Estaba equipado con un motor de cuatro cilindros que entrega 275 CV (271 HP; 202 kW) de potencia máxima. Casualmente, este es la razón por la cual se suspendería el modelo Exige. Según Lotus, el Toyota 2ZZ de 1796 cm³ (1,8 L; 109,6 plg³) que alimenta todos los modelos norteamericanos Elise y Exige no está disponible continuamente. Por lo tanto, la producción de este modelo cesaría para Norteamérica a fines de agosto de 2011.
La edición final Lotus Exige Matte Black Final que se vendía exclusivamente en América del Norte rompió oficialmente la cubierta en Monterey, mostrando su sigiloso acabado en negro mate para que todo el público lo vea.

#### Exige S 260 Final Edition

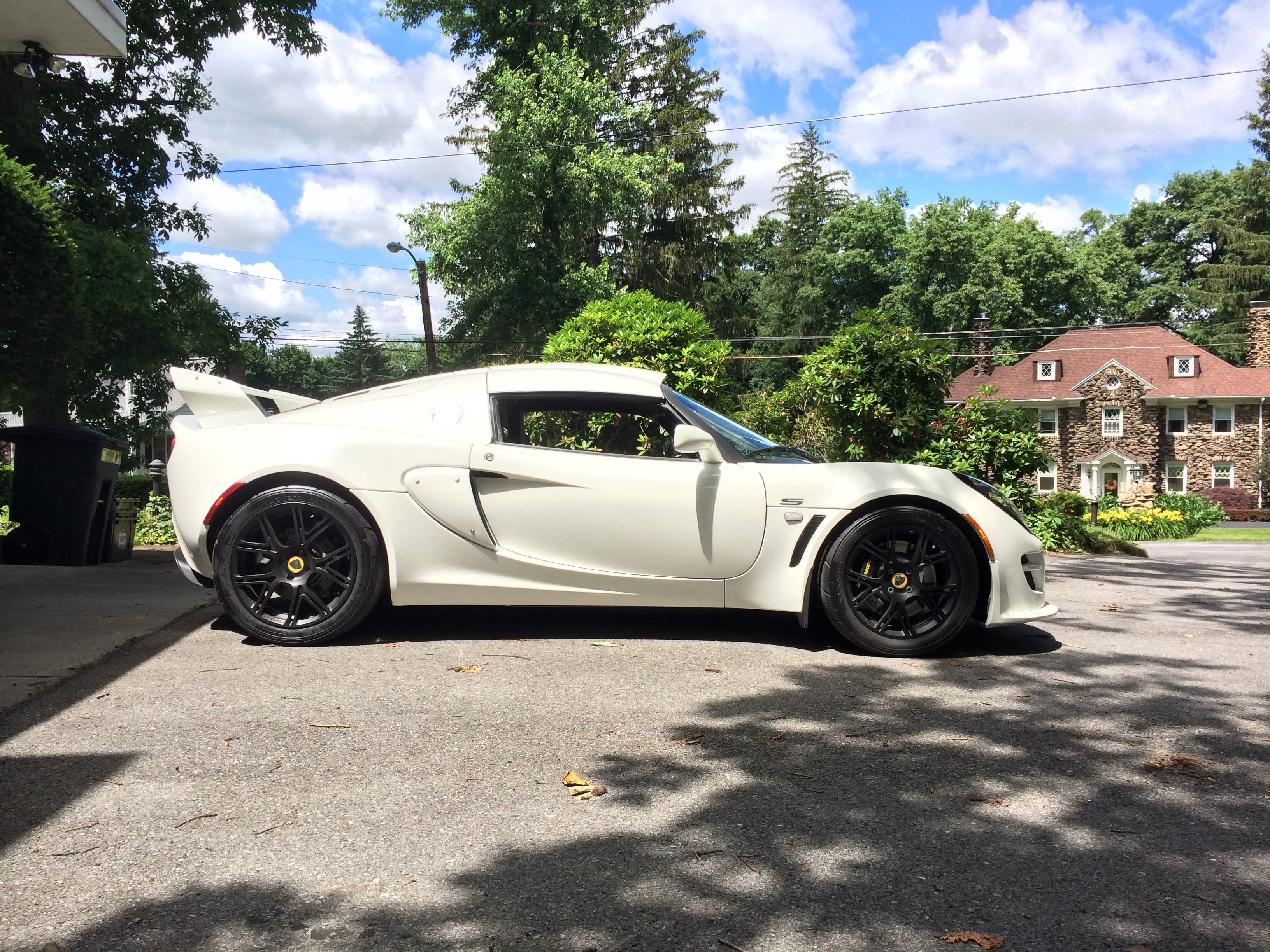
S 260 Final Edition de 2011 chasis #9 de 30 el 14 de diciembre de 2015.

En 2011, el legendario Lotus Exige estaba haciendo su última aparición en el mercado de los Estados Unidos en forma de la Edición Final S260. Usando el venerable Exige S240 como base y con una producción limitada a solamente 30 unidades, el Exige S260 Final Edition es un coche listo para la pista. Este deportivo británico puede derrotar a rivales mucho más grandes como lo hizo.
Lo que realmente le da fuerza a este coche es el hecho de que el motor Toyota 2ZZ montado en el medio tiene un sobrealimentador con intercooler atornillado. Esa configuración alimentada a la fuerza significa que flexiona sus músculos con una poderosa potencia de 257 HP (261 CV; 192 kW), un número bastante grande para un automóvil tan pequeño y liviano.
Ahí no es donde termina la diversión de rendimiento con este coche. Tanto el paquete deportivo como el paquete de pista están incluidos. Por lo tanto, es con un diferencial de deslizamiento limitado que le ayuda a mantener el caucho en la carretera y a reducir toda esa potencia de una manera útil. Los amortiguadores Öhlins ajustables y las pinzas de freno AP Racing también son parte de la configuración. Además, obtienes la alegría de remar a través de los engranajes con un transmisión manual de seis velocidades.
Si bien no es exactamente un crucero de lujo, el paquete Touring ayuda a que la Exige S260 Final Edition sea más habitable. El interior de cuero negro incluye aire acondicionado, un sistema de sonido Alpine con reproductor de CD y asientos deportivos PorBax para la cantidad adecuada de acolchado, mientras este coche circula a través de curvas cerradas con una precisión asombrosa. También puede disfrutar de un clima agradable quitando la parte superior, una buena adición.
La popular pintura cromada naranja hace alarde de la mala aerodinámica que hace que cualquier Exige sea una atracción para la cabeza.
El tercer y último vehículo de la serie de edición especial anunciada por Lotus se llama Exige S260 Final Edition. Este vehículo, como los dos que lo precedieron, fue creado como una celebración del fin de la producción de los famosos modelos norteamericanos Elise y Exige.
A diferencia de los otros dos modelos de edición especial, Exige Matte Black Final Edition y Elise SC Final Edition, el S260 Final Edition se ofrecía en la gama completa de colores exteriores de Lotus, pero se distinguía por una serie de otras características que hacían que destaca de otros modelo para todos los días.

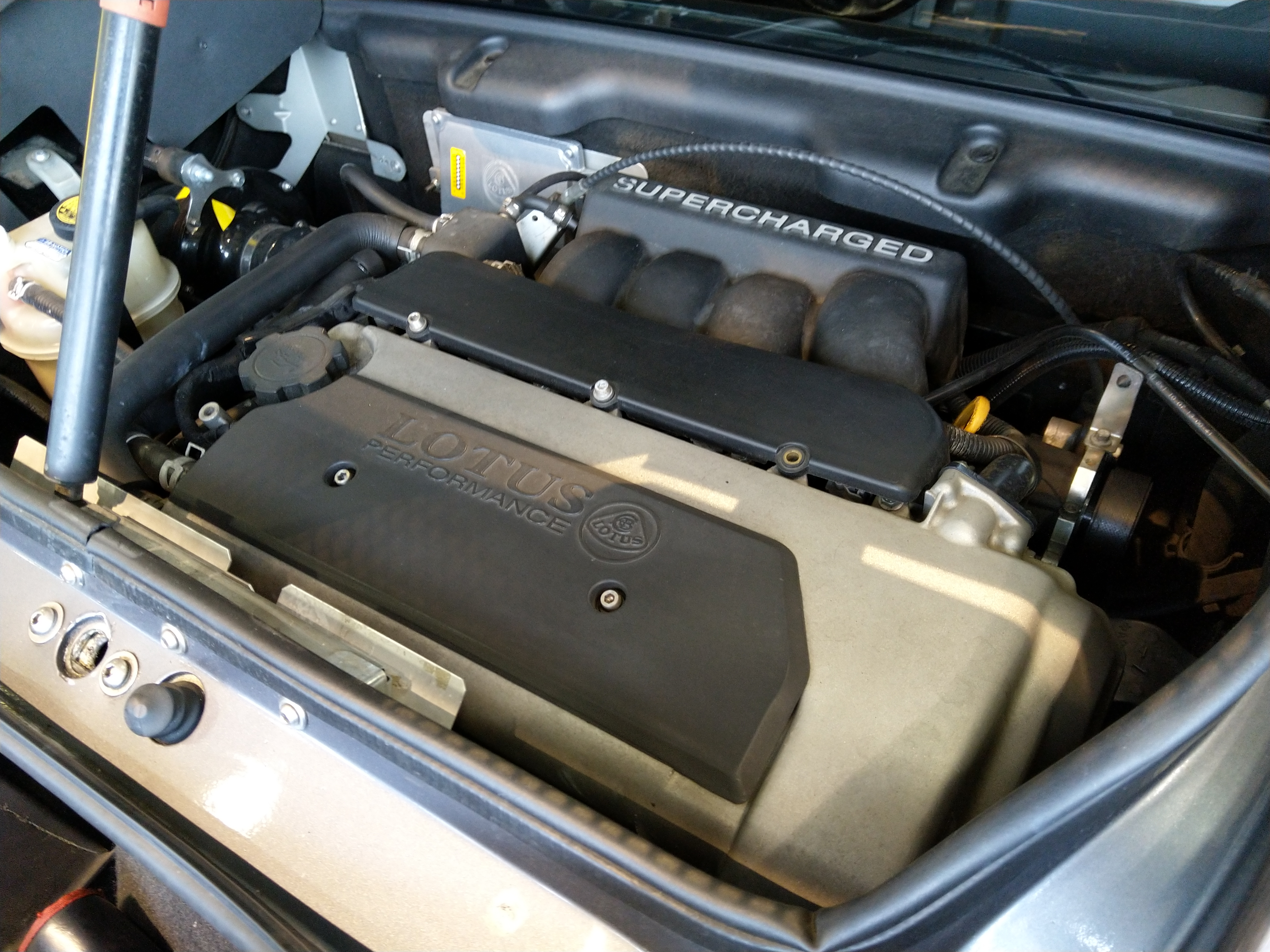
Compartimiento del motor de un Exige S de 2005.

### Especificaciones
A continuación, los demás datos técnicos:
| Chasis                                | Estructura de peso ligero de epoxy consolidado con extrusiones de aleación de aluminio y estructura de acero del bastidor trasero. |
| Alimentación                          | Inyección multipunto de combustible secuencial y encendido electrónico.                                                            |
| Control de emisiones                  | Catalizador de triple vía con OBD.                                                                                                 |
| Distribución de peso                  | 42% (del.) 58% (tras.) |
| Capacidad del depósito de combustible | 40 litros (10,6 galAm) |
| Relaciones de la transmisión          | 1ª: 3,116; 2ª: 2,05; 3ª: 1,481; 4ª: 1,168; 5ª: 0,916; 6ª: 0,815; Reversa: 3,25; Final: 4,529                                       |

## Serie 3

### Exige S

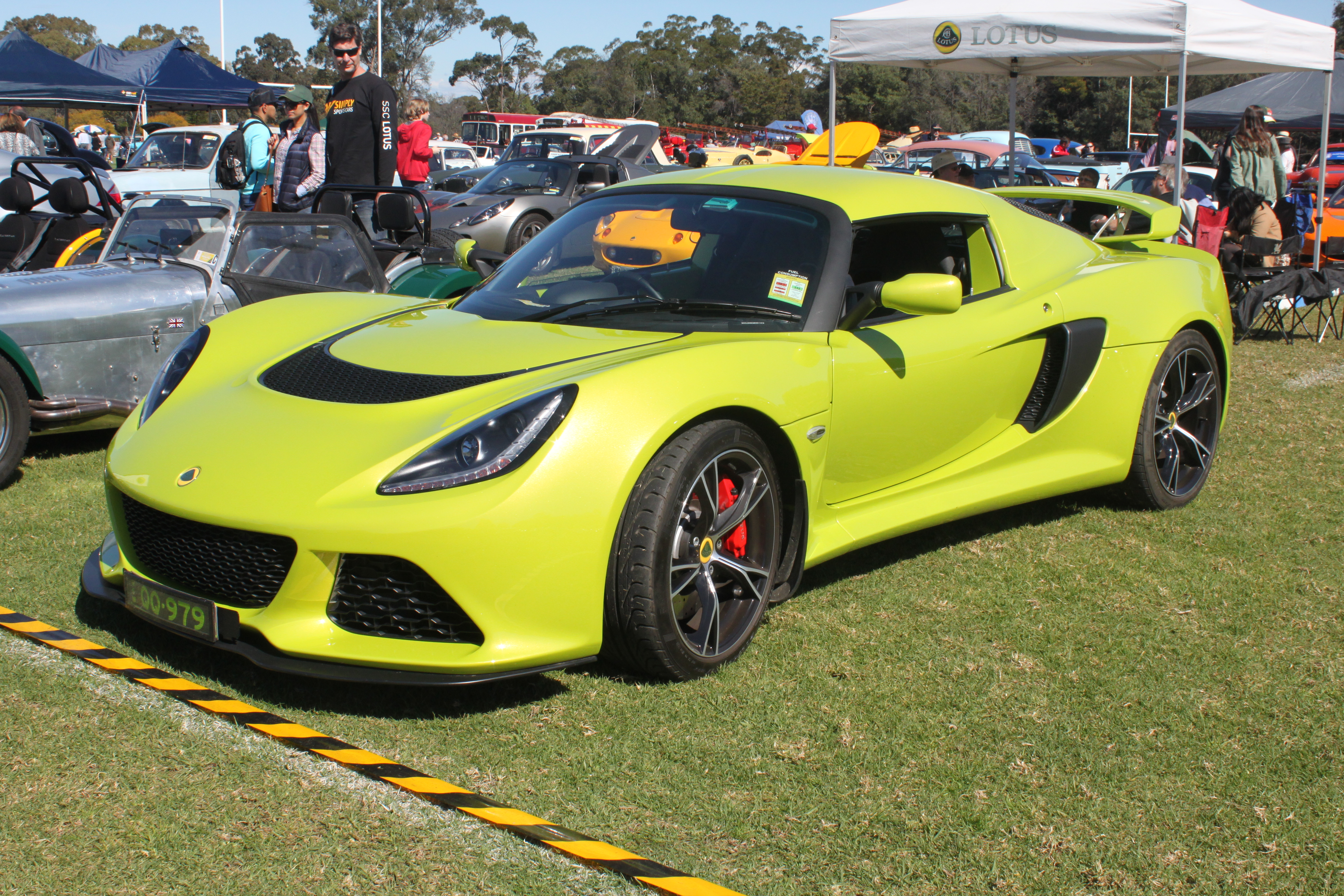
Exige S 2015 en Sídney Australia.

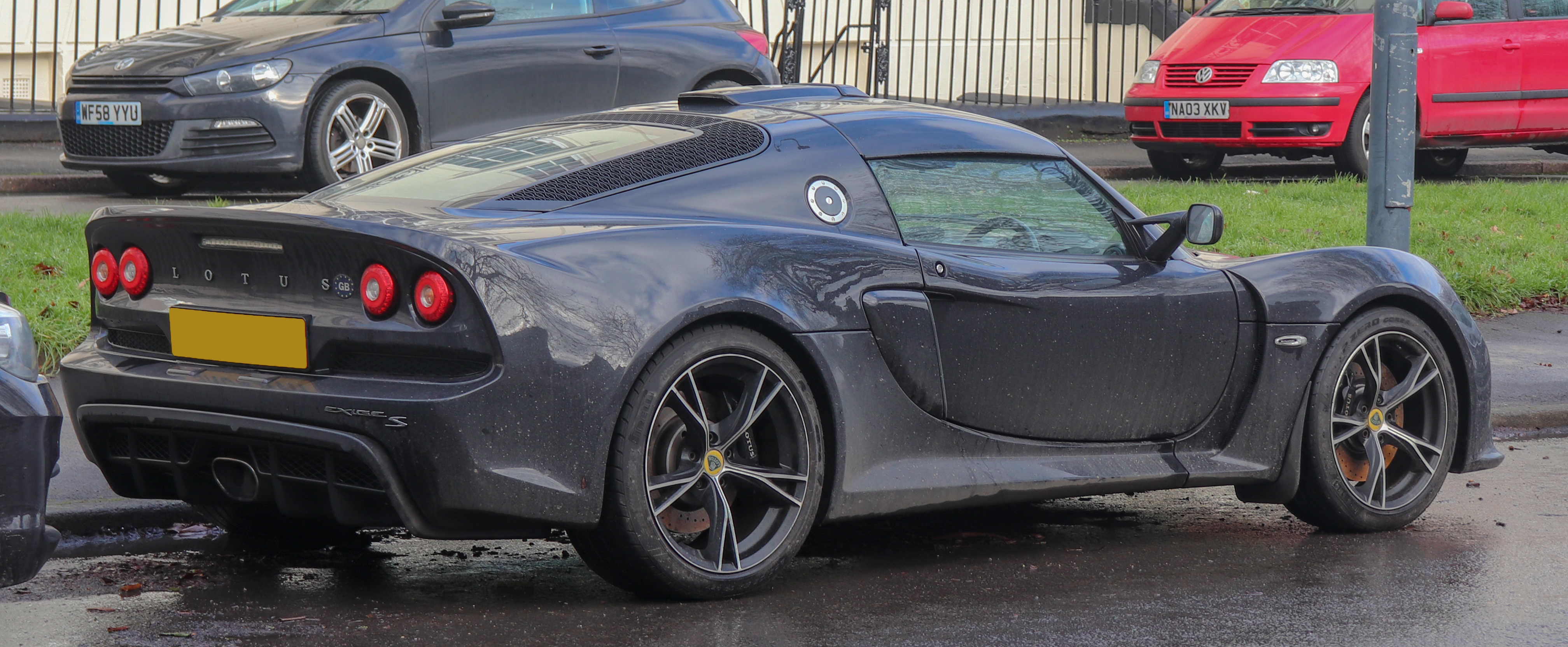
Vista trasera de un Exige S Premium Roadster 3.5 de 2014 en Royal Leamington Spa.

El Lotus Exige era un auténtico coche de carreras con licencia de calle, un deportivo nacido de la base del Elise, con una propuesta más agresiva que siempre ha comprendido aspectos clave, como una plataforma ensanchada, una aerodinámica más atrevida y perfeccionada, así como motores con una puesta a punto más picante y, por supuesto, potencia.
La tercera serie de 2011, supondría la llegada de un nuevo Exige S con motor V6 sobrealimentado por compresor de 3456 cm³ (3,5 L; 210,9 plg³), con un diámetro x carrera de 94 x 83 mm (3,70 x 3,27 pulgadas), que es tal y como se conoce actualmente.
El Exige ha sido la evolución del deportivo que también se ha visto, en general, en el mercado de los coches más pasionales y exclusivos. Ha ido ganando cada vez más potencia y con ello también más peso, lo cual lejos de desvirtuar la filosofía de Lotus de crear deportivos ligeros, ha conseguido diferenciar más al Exige de su hermano pequeño el Elise. De manera que el Exige es el producto más radical y el que más puede aproximarse a la idea del deportivo de carreras con licencia de calle.
De esta forma, en la gama Lotus nos encontramos con un Lotus Elise ligero, muy por debajo de la tonelada y con motores de cuatro cilindros. Muy por encima, un Exige, que si bien es cierto ha ganado peso en su tercera serie, llega con más potencia que nunca con motor V6, una aerodinámica más radical y una plataforma alargada y ensanchada.
En 2011 se presentaba un nuevo Lotus Exige S con motor V6 sobrealimentado por compresor de origen Toyota, que ya alcanzaba unos 350 CV (345 HP; 257 kW) de potencia, un motor que sigue utilizándose en los modelos actuales. Inicialmente, la gama central del Exige se componía de dos productos: el Lotus Exige Sport 350 y el Lotus Exige Sport 380.
La última generación del Lotus Exige es más larga y más ancha que la original y viene con un motor V6 notablemente más potente. Se siente como un mini superdeportivo y demostró ser lo suficientemente emocionante. Un año después, una versión Roadster acompañó al Exige S, mientras que ahora existe la oferta de la Exige V6 Cup. Aspectos técnicos destacados, dejando a un lado el motor, el mayor avance tecnológico es el nuevo sistema Dynamic Performance Management. DPM es la versión de ESP de Lotus con Touring, Sport, Race y Off como configuración. Es capaz de frenar el subviraje y también de optimizar la tracción fuera de las curvas (no hay diferencia de deslizamiento limitado) e incluso puede saber qué neumáticos está utilizando: los Pirelli P Zero Corsa son estándar, Trofeos como una opción, calculando el deslizamiento.
El coste adicional que tendrá que pagar para el Cup no comprará ninguna potencia adicional, ya que tiene exactamente el mismo motor de origen Toyota con exactamente la misma potencia máxima. En cambio, se han logrado mejoras de rendimiento en el otro lado de la relación potencia a peso, con una eliminación completa que reduce la masa del Cup a solamente 1110 kg (2447 libras), 66 kg (146 libras) menos que el Exige S. El acabado interior es previsiblemente mínimo, con el piso del habitáculo con travesaños en aleación desnuda e interruptores para el aislador de batería y el extintor de incendios donde normalmente se encuentra el sistema de audio (que ni siquiera es una opción). Hay un extintor de incendios de aspecto serio que llena la mayor parte del espacio para los pies del pasajero, mientras que los asientos son cubos de deportes de motor con marco de carbono y arneses de cuatro puntos.
El Exige S se siente increíblemente rápido, hasta el punto en que el tiempo probado de 0 a 62 km/h (39 mph) de 3.8 segundos parece casi conservador. Puede que no tenga el V6 más carismático, pero tiene una costura adictivamente rica de par máximo potente gracias a ese sobrealimentador. Tiene una calidad de conducción y una dirección que no le dejan ninguna duda sobre la superficie de la carretera por la que viaja.
Con un motor de montaje medio más pesado, puede esperar que el Exige se sienta complicado en el límite, pero en carreteras mojadas se balancearía progresivamente, ya sea con un elevador o manteniendo el pie adentro. También fue fácil de atrapar, lo cual no es algo que podría decirse del coche anterior de cuatro cilindros. La configuración deportiva en el DPM se juzgó perfectamente en la carretera, permitiendo una cantidad interesante de deslizamiento antes de reiniciar las cosas con calma y tranquilidad.

### Edición LF1

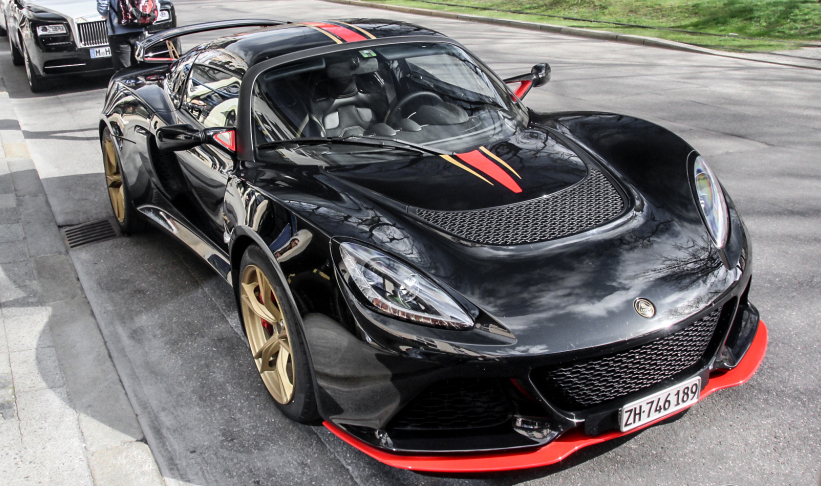
Exige S LF1 en Alemania

Era una edición especial limitada basada en el Exige S, de la que solamente se fabricarían 81 unidades, en honor al número de victorias del equipo en Fórmula 1 y que serían vendidos en varios mercados, a excepción del estadounidense.
La unidad número uno recordaba la primera victoria del equipo en el Gran Premio de Mónaco de 1960 y el número 81 conmemora la victoria que tuvo Kimi Räikkönen en el Gran Premio de Australia de 2013. Así, retoma el esquema que el equipo usaba entre 1970 y 1980.
No había cambios en su motorización, por lo que tenía las mismas prestaciones que el Exige S. Agregaba también el paquete Race Pack, que incluía frenos de altas prestaciones revisados y perfeccionados con respecto al Exige S, neumáticos Pirelli P-Zero Trofeo, suspensión ajustable y el sistema "Dynamic Performance Management". También estaba equipado con rines de 17 pulgadas (43,2 cm) o las opcionales de 18 pulgadas (45,7 cm) en color negro o dorado y de serie montaba pinzas de freno en color rojo.
Contaba con una decoración en negro con detalles dorados y rojos, así como distintivos específicos de la versión. En el interior, también tenía los mismos colores del exterior, con una tapicería de cuero/tela bitono con bordados en las cabeceras y respaldos, además de una placa especial de la edición en fibra de carbono, con el número de la unidad impreso. Opcionalmente, podían ordenarse con asientos calefactables y sensor de reversa.
Los clientes se beneficiaron de la "Exige LF1 Membership", que incluía visitas guiadas a la sede oficial de Lotus F1 Team en Enstone y a la fábrica de Lotus Cars en Hethel, así como productos de mercadotecnia con descuentos especiales en productos de la empresa, tales como: una réplica a escala 1:2 del casco de Romain Grosjean o un USB del equipo de Fórmula 1.
Después de las 24 Horas de Le Mans 2014, se le pudo ver circulando en el Festival de Velocidad de Goodwood, a finales del mes de junio de ese año y, posteriormente, los propietarios podían hacerse miembros de un club privado, disfrutando de muchos privilegios.

"El ADN del Lotus nació en la Fórmula 1 y con 65 años de experiencia en las competencias de automovilismo, 40 de ellos en F1, era el deber de celebrar nuestros orígenes deportivos y éxitos de raza con el nuevo Exige LF1. Los 81 coches de edición limitada, cada uno, es un reconocimiento los 81 Grandes Premios que ha ganado la marca…"
explicó: Jean-Marc Gales, director ejecutivo de Lotus.

### Sport 350

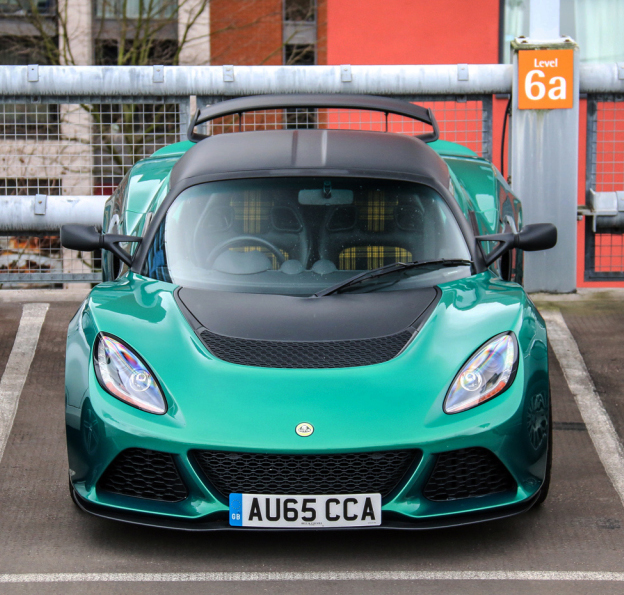
Versión Sport 350 en Alemania en 2016.

El Sport 350 llega, como su nombre lo dice, con 350 CV (345 HP; 257 kW) de potencia, un 0 a 100 km/h (62 mph) en 3.9 segundos y una velocidad punta de 274 km/h (170 mph). La relación potencia a peso es de 311 CV (307 HP; 229 kW) por tonelada. Está disponible tanto con cambio manual, como con cambio automático.
Para lograr rebajar libras del ya muy ligero Exige, Lotus fue más allá del chasis de aluminio y también cambió el portón trasero por una nueva unidad estilo persiana, así como la batería, soportes de motor, las tuberías de climatización, consola central y materiales aislantes por reemplazos más livianos. El resultado es un Sport 350 que es 112 lb (51 kilogramos) menor que el Exige S, con un peso final de 2480 lb (1125 kilogramos).
Gracias a estos cambios, el motor provisto por Toyota trabaja en un ambiente donde la relación peso a potencia está mucho más inclinada a la parte de la potencia de la ecuación. Con esta configuración el Sport 350 solamente necesita 3.7 segundos para alcanzar las 60 mph (97 km/h) con partida detenida y logra una velocidad final de 170 mph (274 km/h). También se ha trabajado sobre la transmisión manual para lograr cambios más precisos y rápidos, aunque también se encuentra disponible una variante automática con levas en el volante.
En cuanto al exterior, añade el splitter delantero, alerón trasero y otros elementos en acabado negro mate, aunque pueden ser pintados del color de la carrocería para aquellos que prefieren un aspecto monocromático.
El habitáculo es típico de Lotus, es decir, un espacio donde la sencillez abunda ya, todo lo realmente necesario se encuentra bajo el cofre. Butacas deportivas en tartán y un puñado de botones son los encargados de operar las distintas funciones del vehículo.

### Sport 380

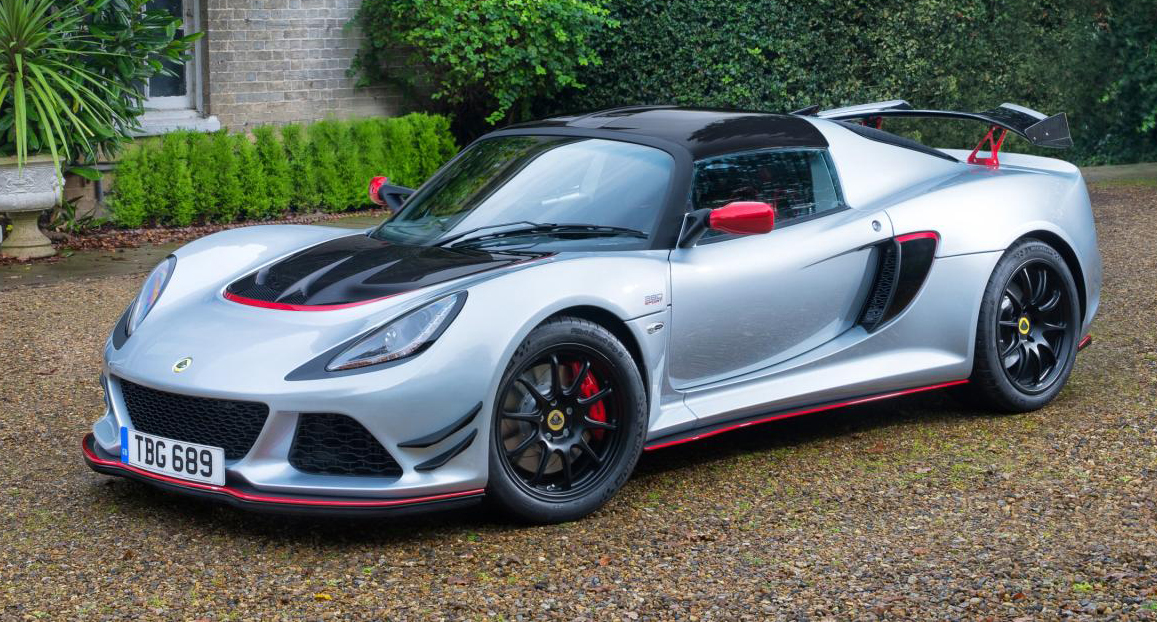
Versión Sport 380 en Alemania en 2016.

El Sport 380 ya llega a los 380 CV (375 HP; 279 kW) de potencia, practica el 0 a 100 km/h (62 mph) en 3.7 segundos y cuenta con una velocidad punta de 286 km/h (178 mph). Su relación potencia a peso es de 342 CV (337 HP; 252 kW) por tonelada. También está disponible con cambio manual y automático.
Según el propio fabricante, este es el Exige más agresivo, rápido y bestial de todos los tiempos: el Exige Sport 380, como tope de gama que reta a auténticos superdeportivos, gracias a su comportamiento y a su nivel de prestaciones. Con respecto al Exige Sport 350, es más potente, más ligero y tiene mejor aerodinámica.
Tiene el mismo V6 sobrelimentado de 3456 cm³ (3,5 L) de sus hermanos, aunque mejorado con una nueva correa del compresor, bomba de gasolina, depósito de combustible de 48 litros (12,7 galAm), nueva ECU, escape del Evora Sport 410, entre otras mejoras. Ahora alcanza 380 CV (375 HP; 279 kW) a las 6700 rpm y 410 N·m (302 lb·pie) a las 5000 rpm, para un peso en seco de 1076 kg (2372 libras), 10 menos con opciones "lightweight".
El motor está acoplado a una caja de cambios manual de seis relaciones, que como en el Sport 350, tiene el mecanismo a la vista, aunque en este caso incorpora un nuevo radiador de aceite para mejorar le refrigeración durante un uso intensivo, como en un circuito, por ejemplo. Opcionalmente, también estará disponible una caja automática de seis marchas equipada con levas, que aumenta el peso del modelo en 11 kg (24 libras) y reduce la velocidad máxima en 12 km/h (7,5 mph).
En el exterior llaman la atención una serie de componentes fabricados en fibra de carbono con acabado brillante, que ayudan a la baja cifra de peso, como el splitter, el nuevo alerón o el marco del difusor trasero. También ahorra casi 1 kg (2,2 libra) de peso la luneta trasera de policarbonato, los asientos de carbono con 6 kg (13 libras) menos y forrados en cuero o alcantara, la batería de litio 10 kg (22 libras) menos o los rines forjadas ultraligeros, otros 10 kg (22 libras) menos.
La aerodinámica es otro de los puntos que se ha trabajado a conciencia y, según Lotus, la mejora es sustancial. Se ha conseguido una carga aerodinámica de 140 kg (309 libras) a la velocidad máxima del modelo, lo que supone un incremento del 60% con respecto al Sport 350, que genera 88 kg (194 libras) de carga. La resistencia aerodinámica se mantiene intacta con respecto a este.
A todo lo anterior hay que sumar una dirección sin asistencia eléctrica, neumáticos Michelin Pilot Sport Cup 2 en medidas 215/45 ZR17 (delante) y 265/35 ZR18 (detrás), o pinzas de freno AP Racing de cuatro pistones delante y dos detrás. Además, el modelo está disponible en carrocería roadster de serie y en carrocería coupé de manera opcional, así como en diez tonos exteriores.
Las opciones más interesantes destacan un sistema de escape de titanio (10 kilos menos), aire acondicionado, sistema de audio con conectividad Bluetooth y iPod, un Track Pack, que incluye amortiguadores ajustables y barras estabilizadoras Eibach frontal y posterior, también ajustables, o un paquete Carbon Exterior que suma el panel del techo de fibra de carbono o elementos del mismo material en la zaga.

### V6 Cup

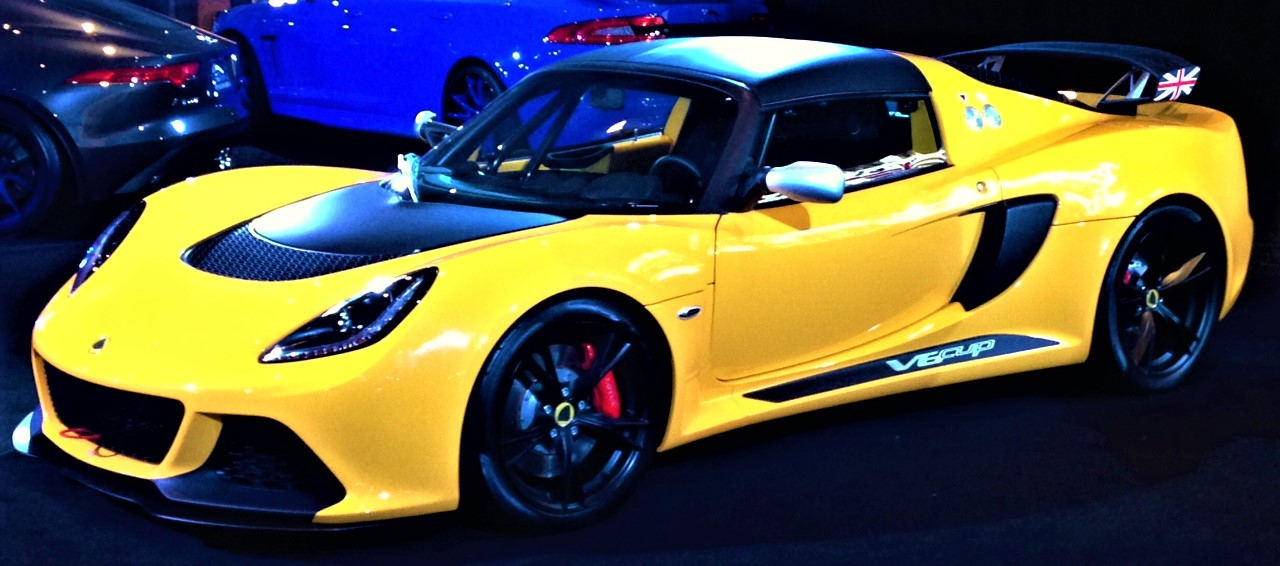
V6 Cup en 2015.

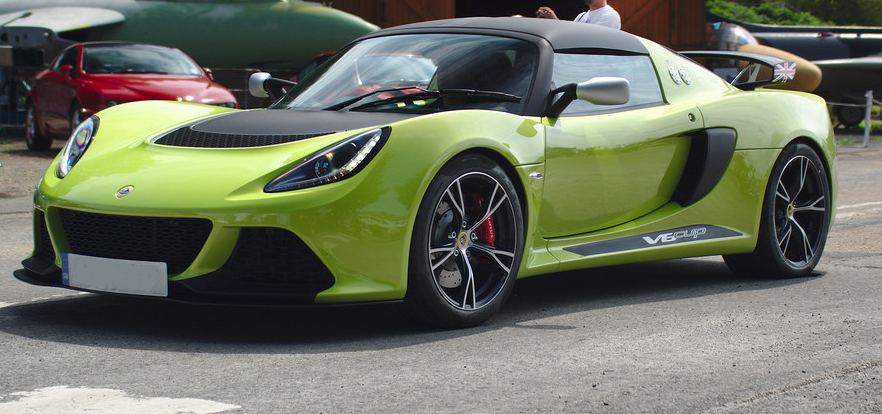
V6 Cup en Alemania en 2016.

Para la mayoría de la gente, el Lotus Exige V6 estándar seguramente representaría el tipo de automóvil deportivo definitivo. Pesa poco y su interior está extraordinariamente despejado de lujos innecesarios y su motor Toyota V6 sobrealimentado le proporciona suficiente potencia con 345 CV (340 HP; 254 kW).
Tiene chasis de motor central-trasero, dirección no asistida, y uno frenos potentes.
No tiene más potencia que el automóvil estándar, Lotus en su lugar opta por seguir el estilo de desarrollo "cuanto menos es más" en este caso. Por lo tanto, después de volver a visitar el interior ya espartano, arrojó los materiales insonorizantes para amortiguar el sonido, agregó un extintor de incendios y una jaula antivuelco más resistente y luego pensó en cómo podría prepararse el automóvil para hacerlo aún más incisivo para conducir.
Sin embargo, sigue siendo solo legal en carretera, lo que significa que puede, en caso de necesidad, conducirlo a cualquier día en la pista y luego conducir de regreso a casa al final del día.
El V6 Cup es como el equivalente de Hethel de un Porsche 911 GT3 RS. Este auto es más como el Caterham más salvaje, pero con techo y un sobrealimentador y al menos la opción de aire acondicionado.
Los nuevos asientos de cubo no proporcionaban exactamente mucha comodidad en las carreteras más difíciles, pero el viaje puede realmente ser decente. Y la dirección se siente como recuerdo del Exige V6 estándar; con sensación y burbujeante con precisión a velocidad, pero manejable a velocidades lentas.
En el camino, el Cup V6 se siente y suena también muy rápido. Es 60 kg (132 libras) más liviano que el V6 estándar y puede sentir la diferencia que esto hace en la cremallera adicional que entrega con aceleración y al cambiar de dirección; en todo lo que hace en movimiento, básicamente.
La suspensión completa de doble espoleta no ha cambiado fundamentalmente, pero se ha mejorado con resortes ligeramente más rígidos, amortiguadores ajustables en dos direcciones, para producir respuestas aún más nítidas en movimiento. También hay menos control del balanceo y del cuerpo tenso bajo las curvas extremas, todo lo cual se hizo evidente al instante en la nueva y excelente pista de pruebas de Hethel.
El V6 Cup está diseñado para conducir con fuerza todo el día en una pista de carreras, brindando grandes emociones a quien tenga la suerte de estar detrás del volante y luego conduciendo de regreso a casa al final del día.
Si el V6 Cup no es lo suficientemente extremo, hay otra versión aún más enfocada: el V6 Cup R. Este es un auto de carreras puro, con una caja de cambios X-Trac con cambio de paleta más corta y más ajustadas relaciones de transmisión, una jaula antivuelco completa aprobada por la FIA y un toque más de potencia de su motor V6 sobrealimentado.

### V6 Cup R

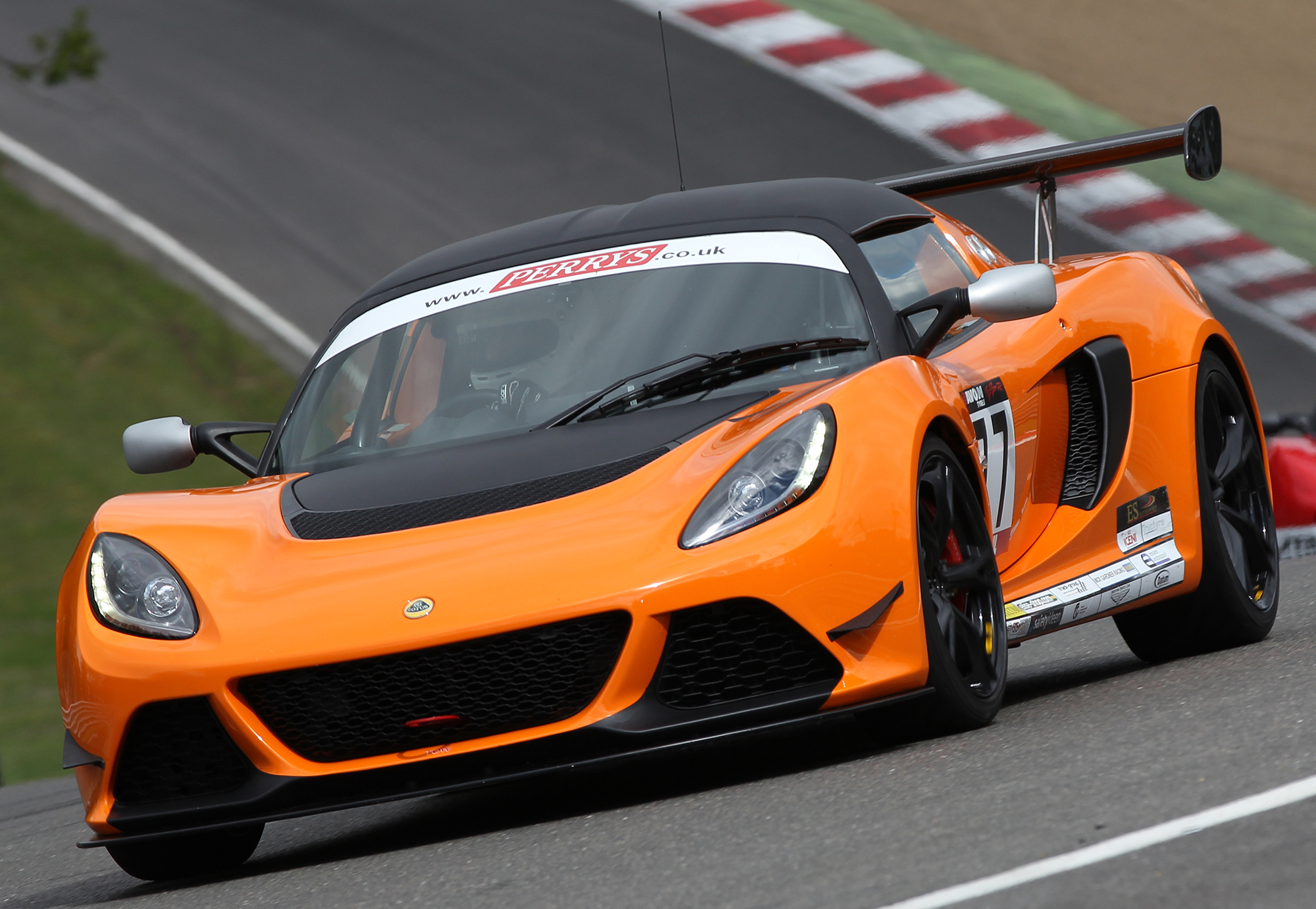
V6 Cup R en Alemania.

El V6 Cup de 2016 y el V6 Cup R de 2016 son máquinas súper livianas y básicas que se centran en proporcionar una experiencia de conducción pura y atractiva. Los cambios recientes en las normas de seguridad de los EE. UU. significan que los hermanos Exige se venden exclusivamente como un auto de pista y no se pueden conducir legalmente en vías públicas. Basado en el Lotus Exige S, el modelo V6 Cup R 2016 tiene una jaula antivuelco, asientos de carreras con arnés de cuatro puntos, volante de liberación rápida, suspensión ajustable, partes de doble disco, neumáticos Pirelli Corsa. Una dieta estricta permite que el Coupé V6 ahorre 176 lb (80 kilogramos) de su contraparte en camino.
El V6 Cup R agrega un gran alerón trasero diseñado en fibra de carbono, una jaula antivuelco completa de especificaciones de la FIA, sistema de extinción de incendios, una celda de combustible de 18 galAm (68,1 litros) y fibra de carbono en el asiento del piloto con un arnés de seis puntos. Es 308 lb (140 kilogramos) más liviano que la producción de la serie Exige S. 
El V6 Cup R de 2016 es impulsado por un motor V6 de 3456 cm³ (3,5 L) sobrealimentado que genera 350 CV (345 HP; 257 kW) a las 7000 rpm y 295 lb·pie (400 N·m) de par máximo a las 4500 rpm. Transfiera la potencia a las ruedas traseras a través de una caja de cambios de seis velocidades de relación cerrada. El modelo más caro 2016 Lotus Exige V6 Cup R utiliza una versión actualizada ajustada a 7200 rpm con 366 CV (361 HP; 269 kW) y un par máximo de 304 lb·pie (412 N·m) a las 5000 rpm.
La transmisión manual de seis velocidades de aspiración natural viene de serie y uno controlado por paletas de cambio detrás del volante, que se puede pedir por un cargo adicional. Ambos autos vienen de serie con Lotus, el sistema de administración de dinámica del vehículo (DPM) que puede cambiar entre cuatro modos de manejo, el driver Sports, Race, Control de lanzamiento y "fuera al alcance de su mano".

### Exige S Roadster

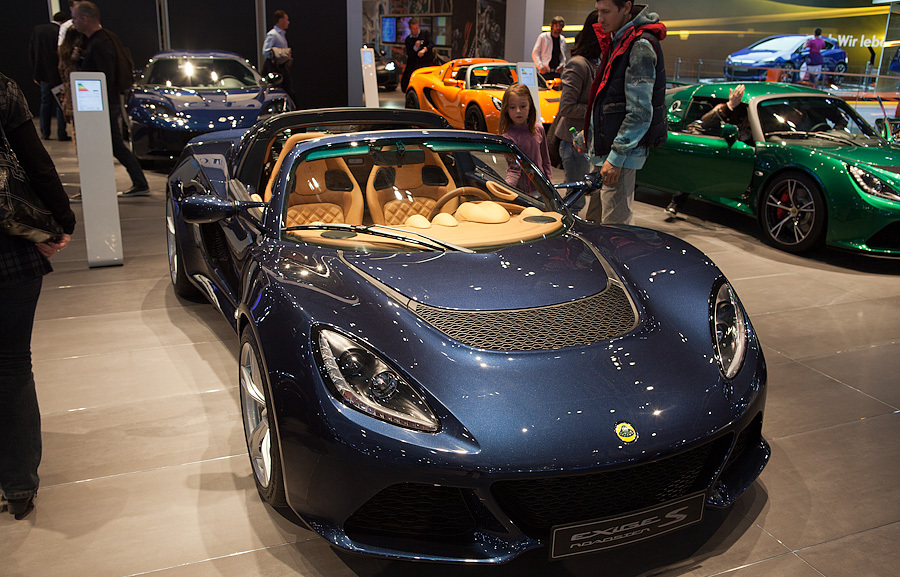
Versión S Roadster en el Salón del Automóvil de Ginebra de 2012.

Este deportivo biplaza descapotable no solamente destaca por su espectacular diseño, sino también por unas prestaciones y un comportamiento de llamar la atención. 
Presentado de forma oficial en el Salón del Automóvil de Ginebra de 2012, la marca británica se supera a sí misma con un auténtico cabrio de peso pluma y prestaciones impresionantes. Según máximos responsables de Lotus, el Exige S Roadster tiene un peso total final de algo menos de 1099 kg (2423 libras), una cifra realmente buena y al alcance de muy pocos, ya que estamos ante un descapotable con un motor V6 de 3456 cm³ (3,5 L) sobrealimentado. Anuncia una potencia de 350 CV (345 HP; 257 kW) y un par motor máximo de 40,78 kg·m (400 N·m; 295 lb·pie). Se puede acoplar a una caja de cambios manual de seis marchas o a una automática también de seis velocidades, esta última con levas en el volante para que el conductor pueda cambiar manualmente de marcha. Fruto de la combinación del binomio ligereza y su motor, Lotus anuncia unas prestaciones realmente buenas, con una aceleración de 0 a 100 km/h (62 mph) en 4.0 segundos, una aceleración de 0 a 160 km/h (0 a 99 mph) en 8.5 segundos y una velocidad máxima de 235 km/h (146 mph). En cuanto a consumos y emisiones, se anuncia un gasto medio de combustible de 10,1 L/100 km (9,9 km/L; 23,3 mpgAm), con un nivel de emisiones de 236 g (8,3 onzas)/km de CO2.El techo del S Roadster está fabricado en material textil, fiel a la idiosincrasia de los deportivos descapotables clásicos. Su tipo de tracción es posterior, por lo que la extrema ligereza unida a su potencia garantizan un máximo rendimiento.

### S Club Racer

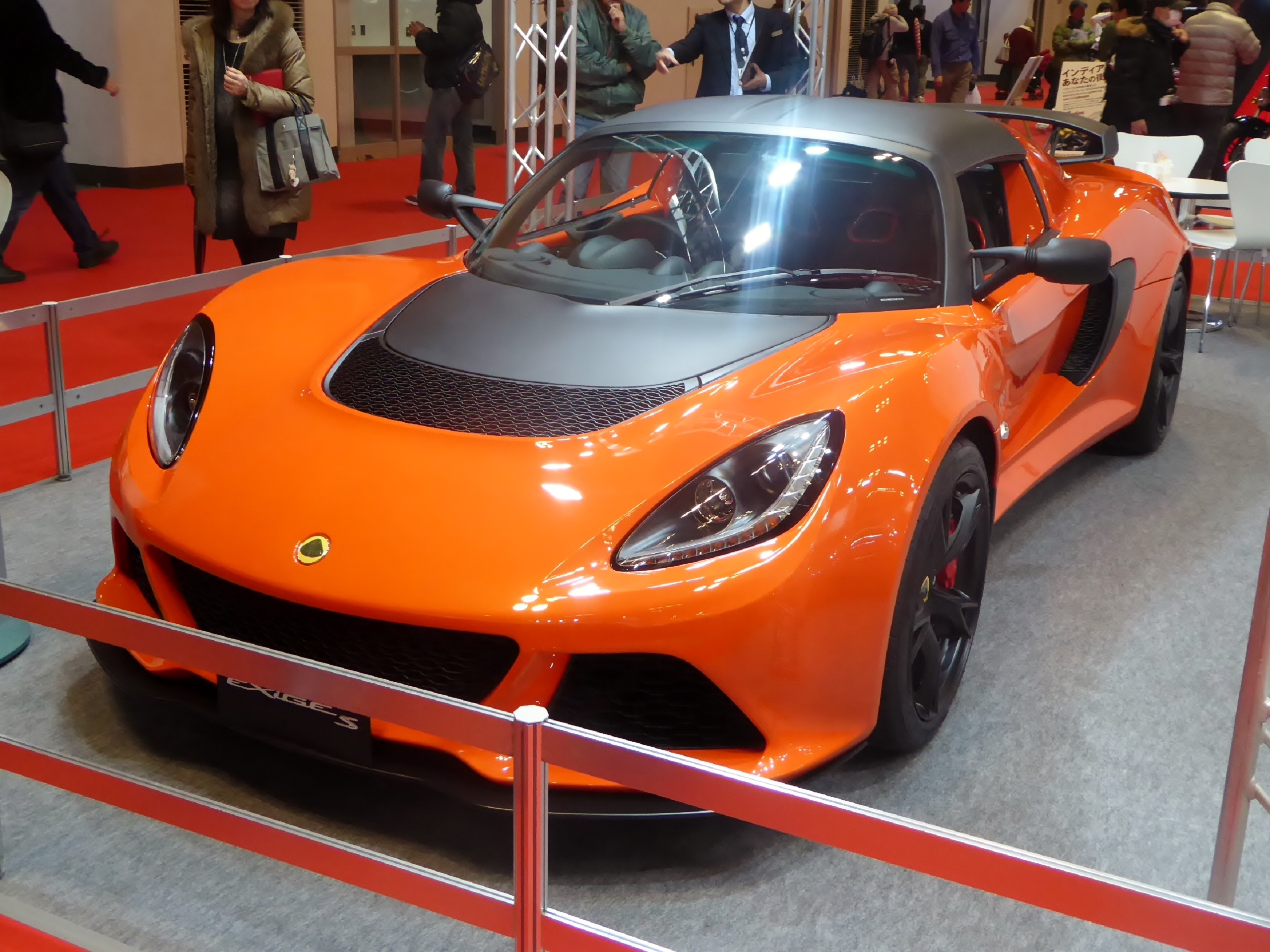
Un S Club Racer en el Salón del Automóvil de Osaka de 2015.

El fabricante británico muestra otra versión apta para la carretera: el radical Exige S Club Racer, que pesa 15 kg (33 libras) menos que el Exige S.
Bajo su carrocería del se esconde el mismo V6 de 3456 cm³ (3,5 L; 210,9 plg³) sobrealimentado que monta la versión S, con una potencia máxima de 350 CV (345 HP; 257 kW), gracias al cual acelera de 0 a 100 km/h (0 a 62 mph) en 4.0 segundos y alcanza una velocidad máxima de 274 km/h (170 mph). El modelo ofrece tres nuevos modos de conducción: Drive, Sport y Racer, que varían entre otras cosas la respuesta del acelerador.
El ligero adelgazamiento se debe principalmente a puertas más livianas, nuevos asientos de corte deportivo, nueva consola central y a una batería menos pesada. Por otro lado, el Club Racer incorpora mejoras aerodinámicas, como un alerón trasero más grande, un splitter frontal o fondo plano.

### 360 Cup

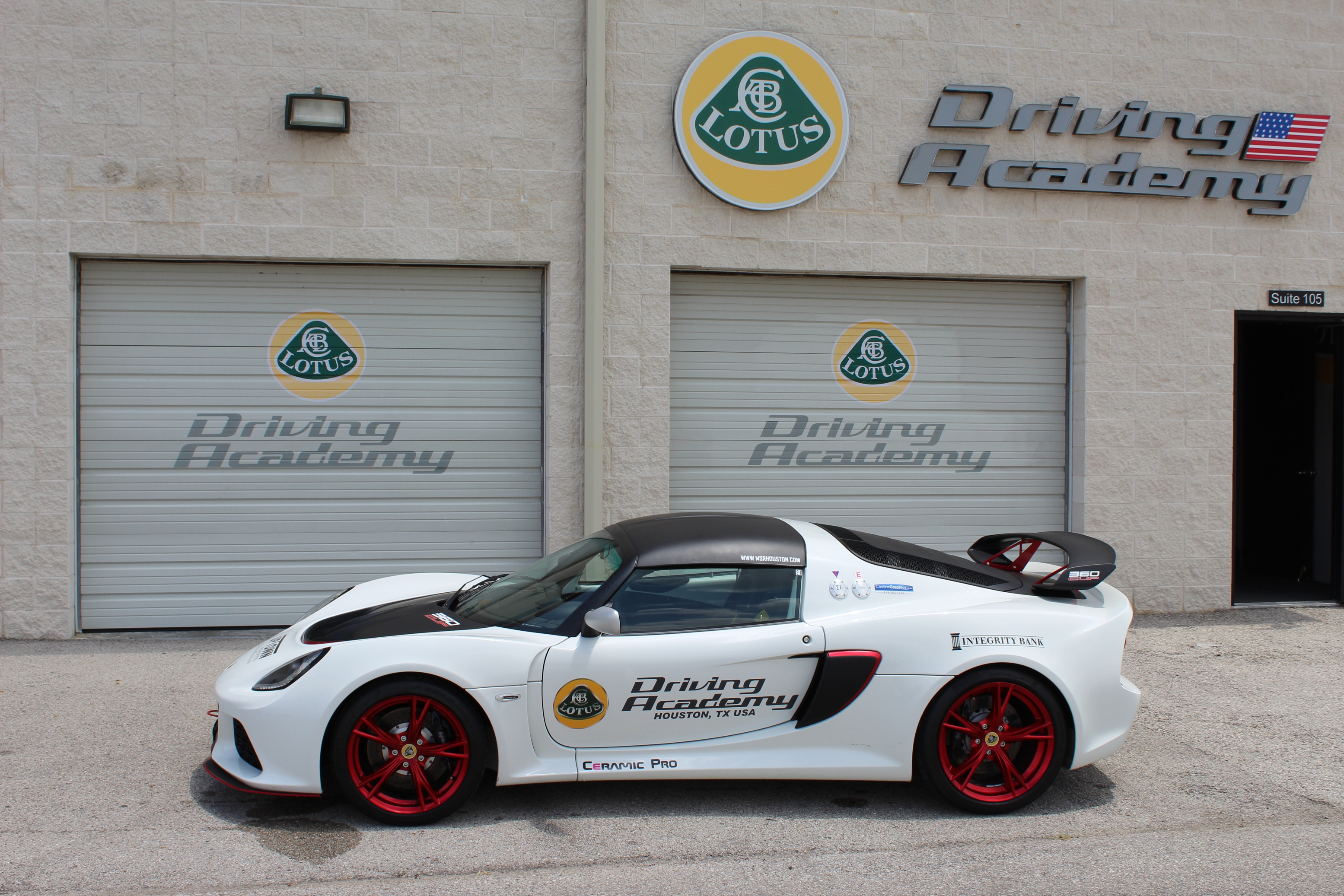
360 Cup en la Academia de manejo de Lotus en Houston Texas.

Este pequeño exótico cuenta con las suficientes modificaciones para que la casa de Hethel lo considere un modelo de edición limitada.
Al nuevo Exige 360 Cup lo distingue una paleta de cuatro nuevos colores disponibles, pero con la singularidad de que en todos ellos el panel de acceso delantero, el toldo y la vista trasera vendrán pintados en lo que Lotus llama negro Stealth y cada auto recibirá su propia placa de producción numerada del 1 al 50.
Las pocas modificaciones mecánicas alteraron el sistema de escape mejorando la salida de gases y el sonido del automóvil, un aspecto que en los últimos años los fabricantes han tomado muy en cuenta. Como es una constante en cada Lotus, su peso ha sido reducido respecto al modelo de norma para un peso total en seco de 1130 kg (2491 libras).
Cuenta con cuatro modos de manejo: Drive, Sport, Race y Off.
Este auto tan ligero para que sea maniobrable se logra a través de un spliter delantero mejorado, un difusor y alerón trasero funcional y una plancha plana en la parte baja del piso del auto, elementos que en conjunto —y de acuerdo a lo que Lotus—, generan fuerza aerodinámica de adhesión equivalente a 42 kg (93 libras) a 160 km/h (99 mph).
Estéticamente, el Exige ha adoptado un modelo de evolución lenta y evolutiva, solamente los aficionados a la marca pueden distinguir las diferencias con el modelo de norma a golpe de vista, como el panel de acceso delantero modificado que carece del travesaño central de los modelos Lotus y en cuyo lugar encontramos dos relieves centrales muy bien logrados.
Una costilla tras el arco de la rueda delantera da lugar a un outlet con fines aerodinámicos, este también es un detalle novedoso. El escudo de la toma de aire del costado trasero tiene un terminado bicolor muy elegante y el panel trasero cambia de un panel de plexiglás transparente por un panel de persianas horizontales elegantes y bien logrados.

### Sport 350 Roadster

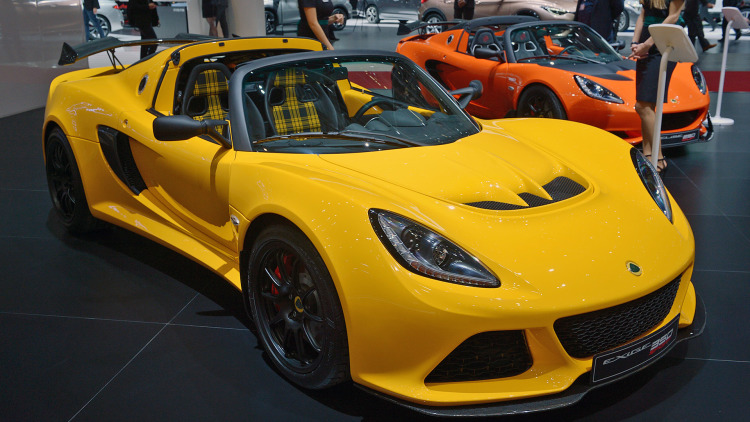
Sport 350 Roadster el 1 de abril de 2016.

Lotus hace todo lo posible para que sus autos sean lo más livianos posible: asientos delgados como obleas, carrocería de fibra de vidrio especialmente formada, incluso haciendo tuberías a medida para sus sistemas de calefacción, pero el Exige en honrar el Salón del Automóvil de Ginebra ha adoptado un enfoque más simple y de ruta única: el Exige Sport 350 Roadster y no tiene techo.
Tirar el techo rígido compuesto corta unos 10 kg (22 libras) del peso del Exige 350, lo que convierte a este V6 sobrealimentado de 345 CV (340 HP; 254 kW) en un automóvil de 1115 kg (2458 libras). Se ha reducido ese peso justo en la parte superior del automóvil, con un centro de gravedad inferior.
Sin embargo, ese no es el final del programa de dieta, porque Lotus está ofreciendo el mismo menú de opciones para el Roadster que para el coupé. Especifique la batería de iones de litio, los rines de aleación forjados, los frenos de dos piezas y las molduras de carbono y perderá otros 30 kg (66 libras), es decir, 1085 kg (2392 libras).
El rendimiento es vívido, con un tiempo de 0 a 62 mph (100 km/h) de 3.7 segundos está en territorio 911 GT3, pero la velocidad máxima, debido al arrastre de alta velocidad menos favorable del Roadster, es "solamente" de 150 mph (241 km/h). No se ha visto comprometido al perseguir una velocidad máxima que la mayoría de los propietarios no pueden perseguir, en otras palabras, Lotus tiene sus prioridades correctas.
Al igual que el Sport 350 de techo rígido, el Roadster obtiene una transmisión automática opcional que debe evitarse, porque el coche viene de serie con una de las mejores cajas de cambios manuales del mundo, no solamente por la calidad precisa de su cambio, sino porque Lotus está tan orgulloso del mecanismo de aluminio y todo lo demás, ahora no hay techo. La tapicería opcional es de tartán.

### 350 Special Edition
Si el Sport 350 2016 era la variante más ligera y deportiva de la gama del famoso modelo de Lotus, ahora es que la marca ha introducido una nueva versión que lleva esas dos características al extremo: el Exige 350 Special Edition y es la tercera y última edición especial con la que Lotus ha querido conmemorar su 50 aniversario.
Desarrollado sobre la base del Exige Sport 350, el nuevo Exige 350 Special Edition presenta una serie de modificaciones dedicadas a disminuir todavía más su peso así como una serie de cambios realizados tanto para mejorar su comportamiento dinámico como para que ofrezca una imagen exterior más especial. En este sentido, alcanza un peso total de 1099 kg (2423 libras), lo que representa una disminución de 77 kg (170 libras) en comparación con el Exige S, algo que ha sido posible evaluando y rediseñando muchos componentes, como la batería, los soportes del motor, la consola central, rines forjados, asientos de fibra de carbono, frenos de disco de alto rendimiento. Bajo el cofre del nuevo 350 Special Edition encontramos el conocido bloque V6 de 3456 cm³ (3,5 L) sobrealimentado con 345 CV (340 HP; 254 kW) de potencia máxima, una mecánica que permanece sin cambios con respecto al Exige Sport 350, pero que con 26 kg (57 libras) menos de peso, permite que este coche pase de 0 a 100 km/h (0 a 62 mph) en 3.9 segundos y que alcance una velocidad punta de 274 km/h (170 mph).
Solamente se han producido 50 unidades de esta edición especial.

### Cup 430 y Cup 430 Type 25

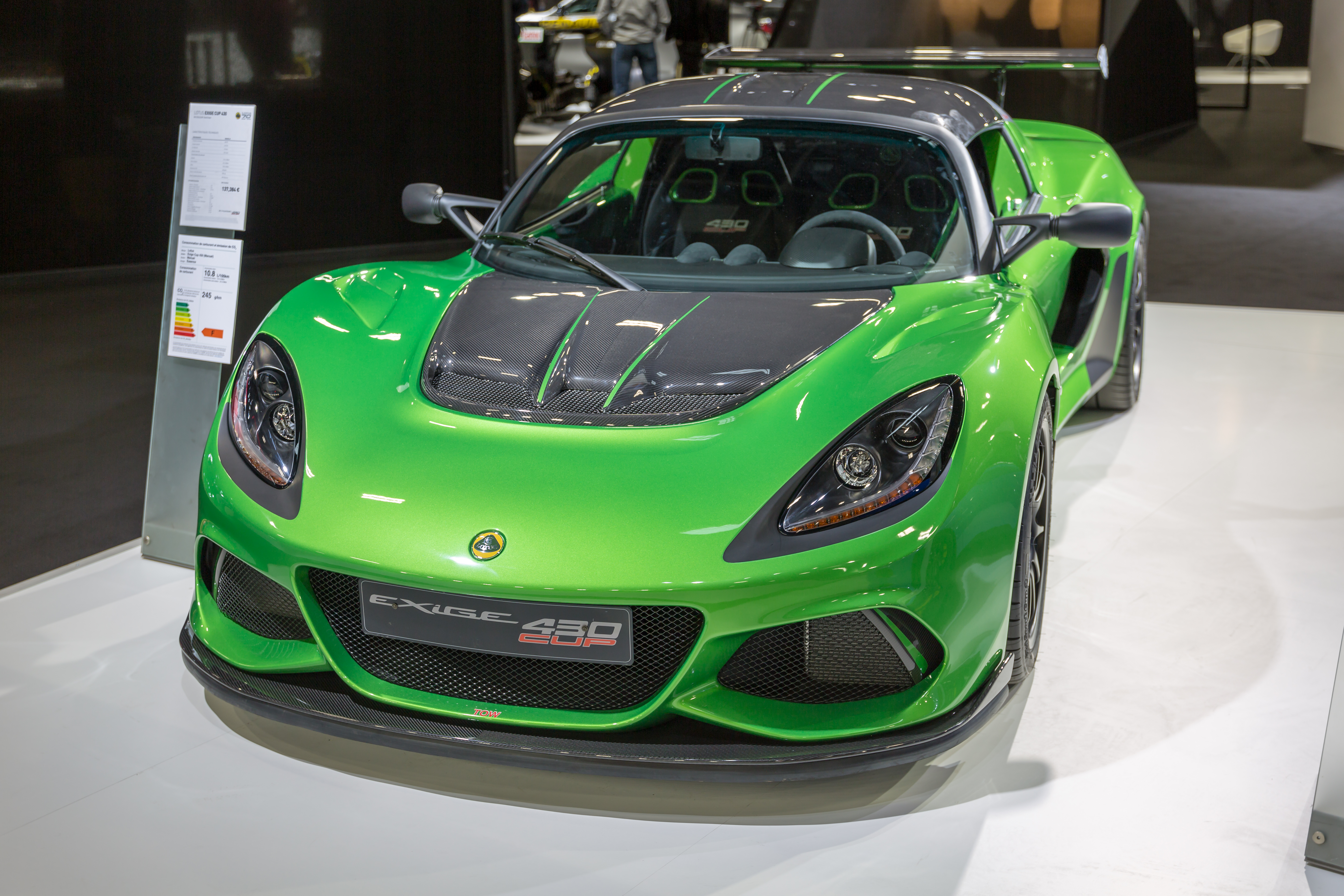
Cup 430 en el Salón del Automóvil de París de 2018.

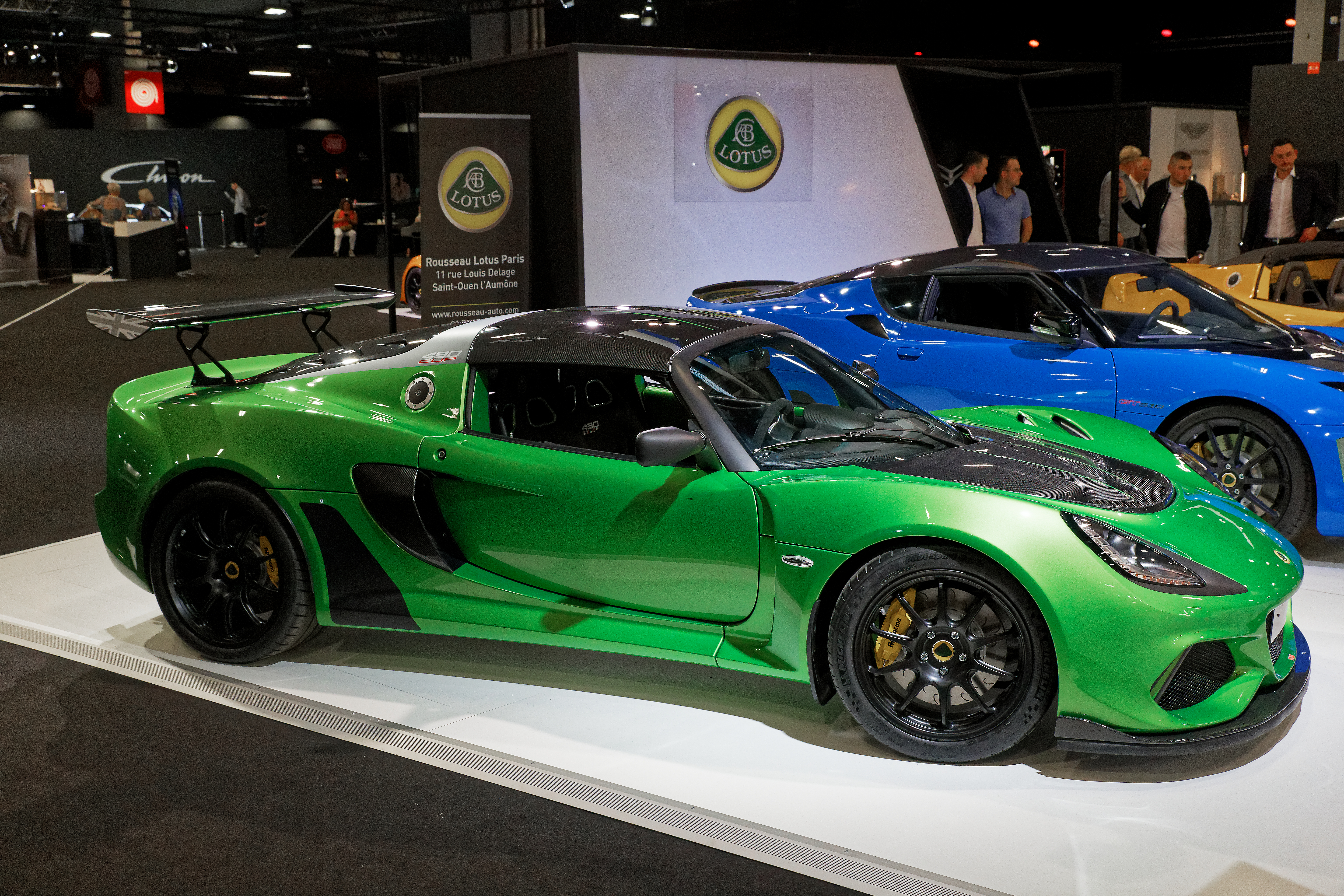
Vista de perfil.

Una visión más radical de este deportivo ultraligero es el Exige Cup 430, que llega con una versión potenciada hasta los 430 HP (436 CV; 321 kW) y una puesta a punto propia de un coche de carreras o, como mínimo, de un deportivo de circuito.
En este último, la velocidad punta ya llega a los 290 km/h (180 mph) y su 0 a 100 km/h (62 mph) se queda en 3.3 segundos gracias a su bajo peso de 1093 kg (2410 libras), siendo el más ligero de la gama Exige. Su aerodinámica promete un downforce de 220 kg (485 lb) a su velocidad punta, repartidos 100 kg (220 libras) en el eje delantero y 120 kg (265 libras) en el trasero.
Es una tirada corta de apenas 25 unidades y con una inspiración muy especial: el monoplaza de Fórmula 1 con el que Lotus fue campeón del mundo en los años 60.
Este Exige que se ofrece con dos decoraciones: en Lotus Racing Green y Old English White, representa la filosofía de aquellos coches de carreras ganadores aplicada a un turismo de calle: construcción ligera, un chasis ultra deportivo y un intenso trabajo aerodinámico para hacer la conducción lo más excitante posible.
Su rendimiento incrementado hasta los 430 HP (436 CV; 321 kW) de potencia, que puesto en relación con sus apenas 1063 kg (2344 libras) le permiten presumir de unas buenas prestaciones: acelera de 0 a 100 km/h (0 a 62 mph) en 3.3 segundos y alcanza una velocidad punta de 290 km/h (180 mph). Únicamente estará disponible con transmisión manual de seis velocidades.
Además del motor, la aerodinámica juega un rol principal en el Cup 430 Type 25. De hecho, todos sus aditamentos le permiten disfrutar de hasta 220 kg (485 libras) de apoyo aerodinámico a alta velocidad. Cuenta con un control de tracción regulable con seis posiciones seleccionables desde el volante, amortiguadores y estabilizadoras ajustables, neumáticos semi-slicks, frenos AP Racing y escapes de titanio, entre otras características.
El interior nos deleita con asientos tipo baquet con estructura de carbono y tapizado en alcantara, elementos decorativos de aluminio y fibra de carbono, costuras de contraste repartidas por el habitáculo y un pomo del cambio de madera en homenaje al de los antiguos monoplazas de F1.
Este Exige sí ofrece de serie elementos como el aire acondicionado, conexión para iPod, equipo de infoentretenimiento, alfombrillas, aunque se pueden eliminar como parte del proceso de personalización de cada unidad.
Cada una de las unidades del Exige Cup 430 Type 25 estará identificada con una placa numerada y se entregará junto a un ejemplar del libro 'Jim Clark: tributo a un campeón' firmado por Clive Champman, hijo de Colin y Bob Dance, ingeniero de Jim Clark en su etapa en Fórmula 1.

### Sport 410

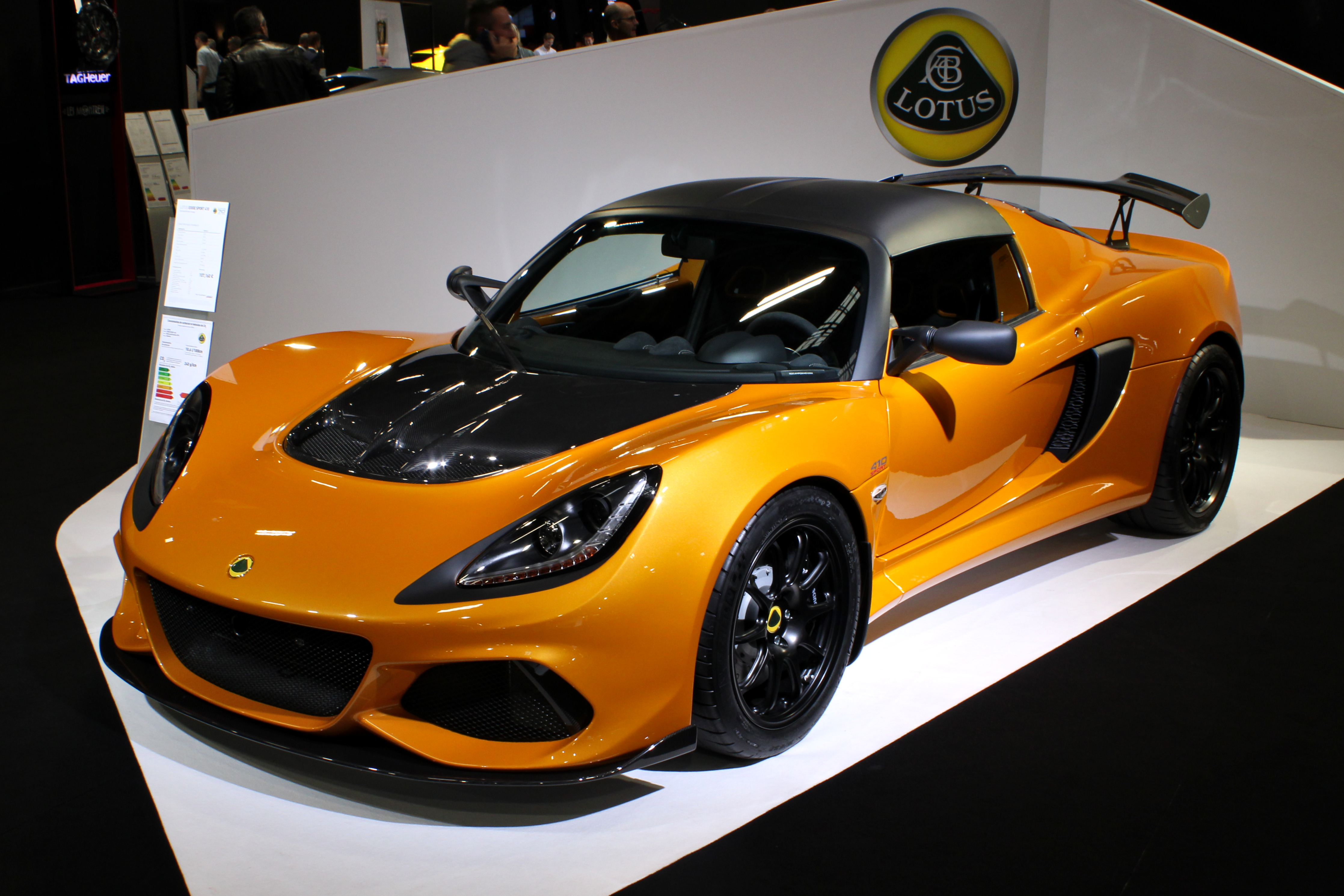
Sport 410 en el Salón del Automóvil de París de 2018.

Mientras que el Exige Sport 430 estaba más orientada a los circuitos, el Exige Sport 410 viene a convertirse en el tope de gama del modelo: genes de competición para disfrutar en carretera abierta.
Lotus tiene en sus planes diversificarse dando salida a un SUV, pero ello no quiere decir que no siga produciendo coches deportivos.
El Sport 410 es la "cara amable" del Cup 430, con el que comparte el motor V6 de 3456 cm³ (3,5 L) de aluminio, pero que reduce su potencia de 430 a 410 HP (436 a 416 CV) (321 a 306 kW). Este se gestiona mediante un cambio manual de seis velocidades, que transmite toda su fuerza al tren trasero, mientras que los frenos AP Racing de alto rendimiento lo paran en corto.
Incorpora varios elementos del Cup 430, como es el caso del chasis, la suspensión o los amortiguadores deportivos Nitron, que han sido revisados ligeramente para la ocasión. Además, integra otros elementos heredados de esta versión para circuitos, destacando el sistema de refrigeración o el embrague.
En lo que respecta a las prestaciones, el Sport 410 calca las del Exige Cup 430: es capaz de llegar hasta los 100 km/h (62 mph) desde parado en 3.3 segundos y su velocidad punta se cifra en 290 km/h (180 mph).
El peso se ha reducido en casi cinco kilos parando la báscula en 1054 kg (2324 libras) frente a los 1059 kg (2335 libras) del Cup. Esto lo consigue a base de una dieta en fibra de carbono, así como a la incorporación de un nuevo escape de titanio más ligero. No obstante, el último de los Exige ha nacido con la mirada puesta en la carretera, contando con una carga aerodinámica menor, que se cifra en 150 kg (331 libras) respecto a los 220 kg (485 libras) del Exige Cup 430. Aunque la relación peso a potencia es de todo menos desdeñable: 2.5 kg/CV. A pesar de ello, el Sport 410 ofrece la posibilidad de parecerse todavía más al Cup, pudiendo sus propietarios prescindir de la bolsa de aire, así como sumar cinturones de cinco puntos de anclaje, sistema de extinción de incendios por botón o sistema de corte eléctrico.
Estéticamente el Sport 410 se distingue de sus hermanos por una nueva y generosa parrilla frontal, así como varios elementos aerodinámicos. La fibra de carbono vista la encontramos en el techo, en el labio frontal, el difusor trasero o el cobertor trasero, lo que ayuda tanto a bajar el peso como a ofrecer una imagen más deportiva.
Al acceder al habitáculo, también encontramos acentos de fibra de carbono en el panel de instrumentos, los paneles de las puertas o el tablero, aunque el material que domina es la alcantara, que viste el volante y los asientos. Lotus ofrece la posibilidad de escoger entre varias tonalidades para la tapicería del habitáculo y todas incluyen costuras de diferente color. También cuenta con algunas comodidades, como elevalunas eléctricos o climatizador, además integra una consola central con un sistema multimedia que permite conectar dispositivos como un iPod y cuenta con funcionalidad Bluetooth.

### 20th Anniversary Special Edition
Algo parecido a lo que se vio con el modelo Elise, en esta versión también encontramos una gama de colores llamativos y retro que son parte del distintivo de la edición 20 aniversario.
Sin importar el color de la carrocería que se elija, todos los modelos de esta edición cuentan con características que conmemoran al primer Exige de 2000, como el techo al mismo tono de la carrocería, las entradas de aire laterales, el alerón trasero y el protector de piedra negra con aletas de tiburón delante de las ruedas trasera.
Los mismos símbolos que te trasladan al modelo de hace 20 años los encontramos en el interior, donde hay una selección de detalles en alcantara de diferentes tonalidades y cada asiento está decorado con costuras que resaltan según los colores.
Por dentro también integra el logo 20th Anniversary en una placa colocada en el tablero y también está bordado en el respaldo de los asientos.
El Sport 410 20th Anniversary está disponible en los tres colores que tenía el Exige del 2000: Chrome Orange, Laser Blue y Calypso Red. Además, los clientes pueden elegir el amarillo azafrán, un color que recuerda al amarillo mostaza Norfolk original.
El equipamiento y la mecánica del auto no cambia salvo por algunos detalles como el radio digital DAB con Bluetooth, control de crucero, rines de aleación forjada ultraligeros y el volante en alcantara.

## En competición

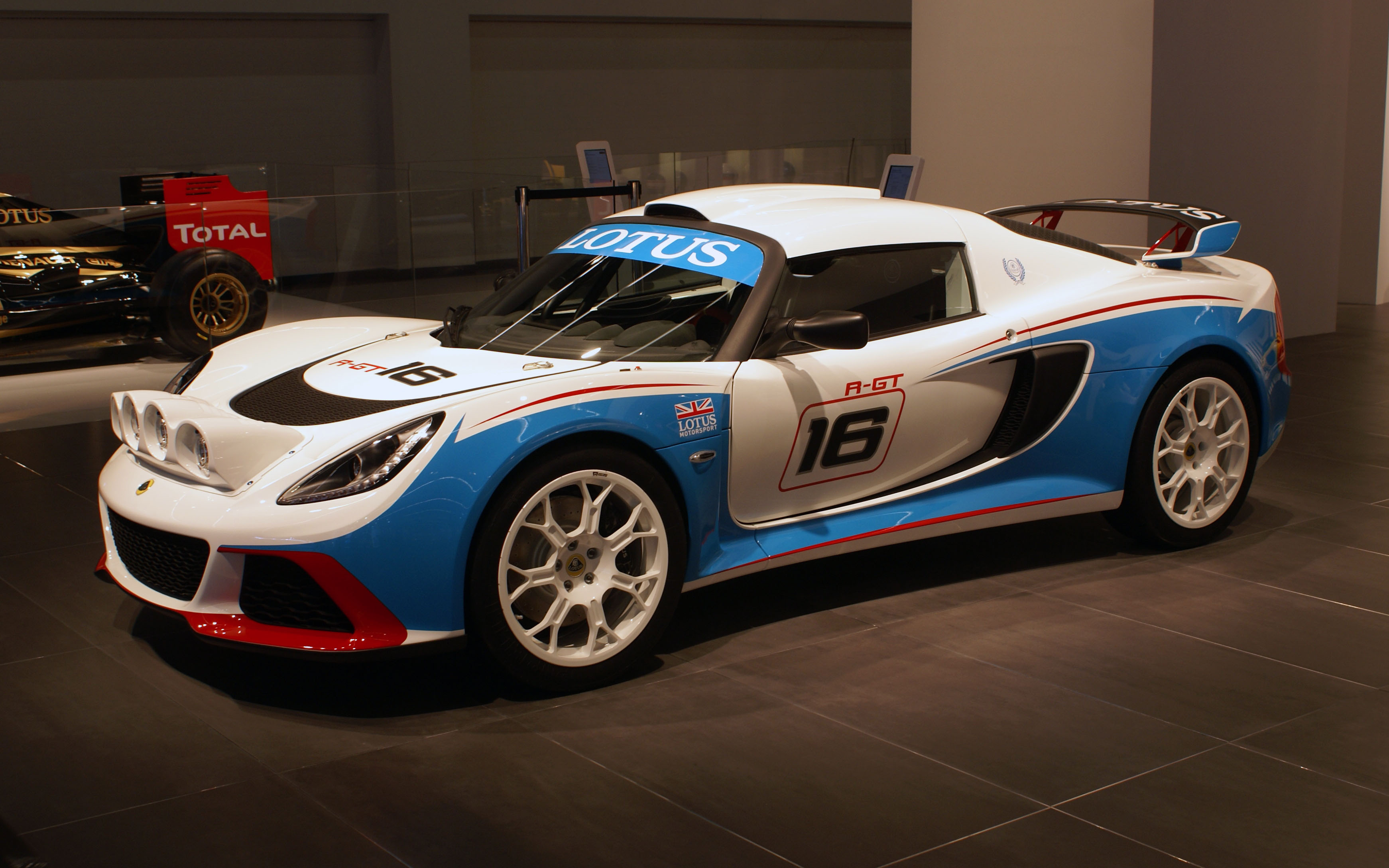
Versión de carreras R-GT en 2011.

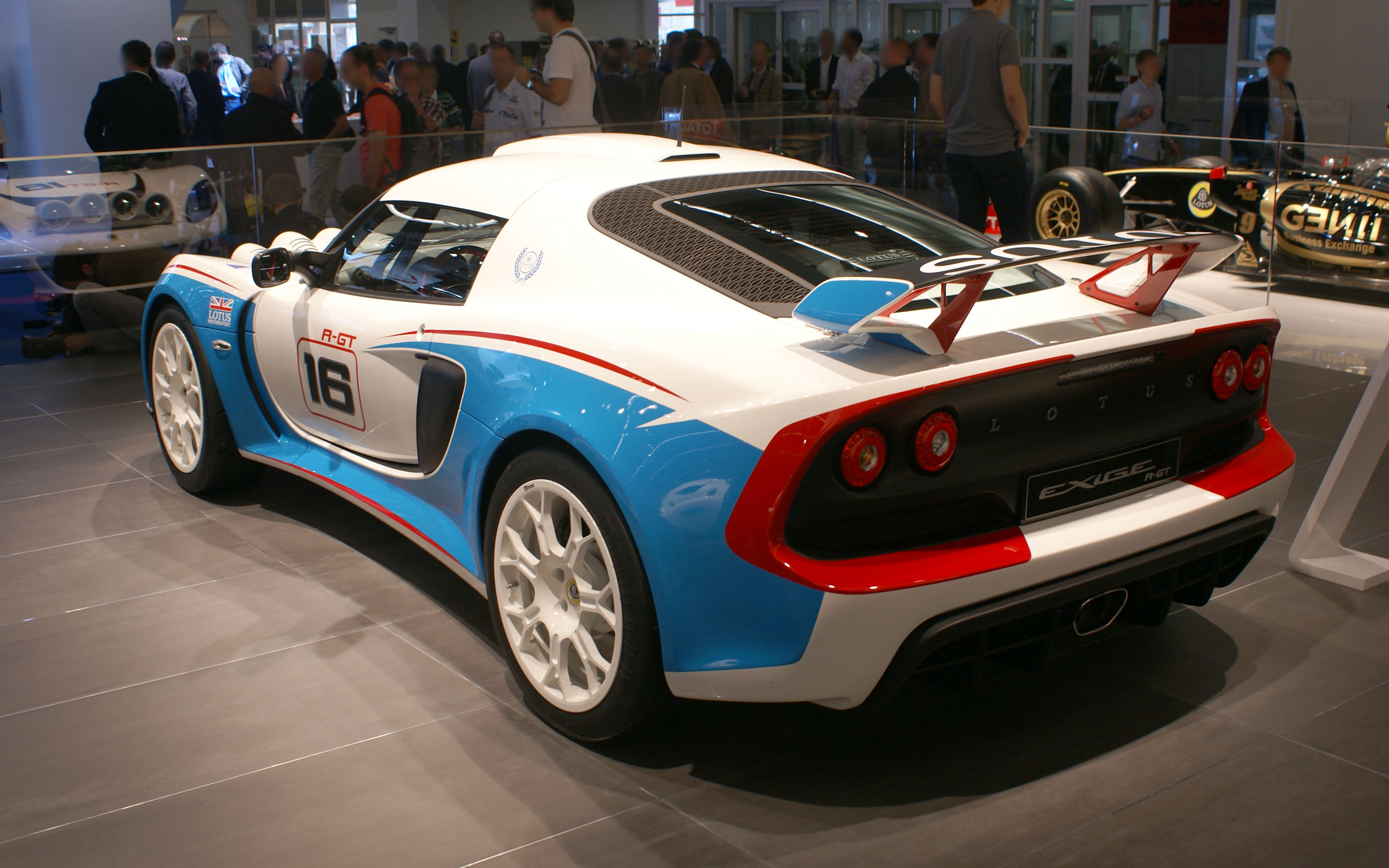
Vista trasera.

En el Salón del Automóvil de Fráncfort, Lotus presentó el Exige R-GT, un deportivo de carreras pensado para competiciones de rally de asfalto de la nueva categoría FIA R-GT que iniciaría en los rallys de Montecarlo, San Remo y Tour de Corse.
El nuevo R-GT llegaba con un V6 de 3456 cm³ (3,5 L; 210,9 plg³), el mismo que utilizaba el Exige S de calle. A diferencia de este, será más pesado y menos potente, condición para recibir la homologación de la FIA. En este caso los restrictores limitan su potencia a 302 CV (298 HP; 222 kW) y el lastre aumenta su peso hasta los 1200 kg (2646 libras).
Lotus asegura que tras la apariencia radical y deportiva inherente en un deportivo de rallys, una de sus máximas ha sido la de optimizar al máximo su manejo y la facilidad de su conducción. Cuenta con transmisión secuencial de seis velocidades y diferencial autoblocante mecánico en el eje trasero.
Claudio Berro, el encargado de presentar el nuevo Lotus Exige R-GT en calidad de director del departamento de competición Motorsport, fue uno de los responsables del equipo en el que competía Guy Fréquelin copilotado por Jean Todt, quien durante años dirigió la Escudería Ferrari y que hoy se encarga del máximo organismo del automovilismo internacional.

## En la cultura popular
Ha aparecido en varias franquicias y series de videojuegos de carreras, tales como: Asphalt, Need for Speed, Forza, entre otros más.